# Liste von Rechtswissenschaftlern
Diese Liste von Rechtswissenschaftlern ordnet die Rechtswissenschaftler jeweils ihrer letzten Universität, Hochschule oder Institut zu.

## Deutschland

### Aachen

#### RWTH Aachen
- Walter Frenz (* 1965), Berg-, Umwelt- und Europarecht
- Huber, Christian (* 1955), Bürgerliches Recht, Wirtschaftsrecht und Arbeitsrecht
- Peter Koch (1935–2015), Bürgerliches Recht, Handels- und Gesellschaftsrecht, Versicherungswirtschaft

#### FH Aachen
- Frings, Michael (* 1949), Bürgerliches Recht, Deutsches und Internationales Wirtschaftsrecht
- Timme, Michael (* 1971), Bürgerliches Recht, Handels- und Wirtschaftsrecht

### Universität Augsburg
- Becker, Christoph, Bürgerliches Recht, Zivilverfahrensrecht, Römisches Recht und Europäische Rechtsgeschichte
- Benecke, Martina, Bürgerliches Recht, Arbeits- und Wirtschaftsrecht
- Behr, Volker, Bürgerliches Recht, Zivilprozeßrecht, Ausländisches und Internationales Privatrecht
- Bottke, Wilfried, Strafrecht, Strafprozeßrecht und Kriminologie
- Buchner, Herbert, Bürgerliches Recht, Handels-, Arbeits- und Wirtschaftsrecht
- Dütz, Wilhelm, Bürgerliches Recht, Arbeitsrecht und Prozessrecht
- Gassner, Ulrich M., Öffentliches Recht
- Herrmann, Joachim (1933–2022), Strafrecht und Strafprozessrecht
- Jakob, Wolfgang, Öffentliches Recht, Finanzrecht und Steuerrecht
- Kment, Martin, Verfassungsrecht, deutsches und europäisches Verwaltungsrecht, Umweltrecht und Rechtsphilosophie
- Knöpfle, Franz, Öffentliches Recht, insbes. Verwaltungsrecht und Verwaltungslehre
- Kort, Michael, Bürgerliches Recht, Wirtschaftsrecht, Gewerblichen Rechtsschutz und Arbeitsrecht
- Maties, Martin, Bürgerliches Recht, Arbeits- und Sozialrecht sowie Methodenlehre
- Möllers, Thomas M. J., Bürgerliches Recht, Wirtschaftsrecht, Europarecht, Internationales Privatrecht und Rechtsvergleichung
- Neuner, Jörg, Bürgerliches Recht, Arbeits- und Handelsrecht sowie Rechtsphilosophie
- Rosenau, Henning, Deutsches, Europäisches und Internationales Straf- und Strafprozessrecht, Medizin- und Biorecht
- Schlosser, Hans, Bürgerliches Recht und Rechtsgeschichte
- Schmidt, Reiner (1936–2025), Staats-, Verwaltungs- und Wirtschaftsrecht
- Simshäuser, Wilhelm (†), Bürgerliches Recht, Zivilprozeßrecht und Römisches Recht
- Tenckhoff, Jörg (1940–2015), Strafrecht, Strafprozessrecht und Jugendstrafrecht
- Tillmanns, Kerstin, Bürgerliches Recht, Handels-, Arbeits- und Wirtschaftsrecht
- Vedder, Christoph, Öffentliches Recht, Europarecht und Völkerrecht sowie Sportrecht

### Otto-Friedrich-Universität Bamberg
- Birk, Ulrich-Arthur, Recht der Sozialen Sicherung und Migrationsrecht
- Crezelius, Georg, Steuerrecht
- Dauses, Manfred A., Öffentliches Recht mit Schwerpunkt Europarecht
- Himmelsbach, Gero, Honorarprofessor für Medienrecht
- Micklitz, Hans-Wolfgang, Privatrecht insbesondere Handels-, Gesellschafts- und Wirtschaftsrecht
- Sieckmann, Jan-Reinard, Öffentliches Recht
- Trenk-Hinterberger, Peter, Arbeits- und Sozialrecht
- Verny, Arsène, Öffentliches Recht mit Schwerpunkt Europarecht

### Universität Bayreuth
- Wilfried Berg, Öffentliches Recht und Wirtschaftsrecht
- Wolfgang Brehm, Bürgerliches Recht und Verfahrensrecht
- Nikolaus Bosch, Strafrecht, Strafprozessrecht und Wirtschaftsstrafrecht
- Volker Emmerich, Bürgerliches Recht, Wirtschafts- und Handelsrecht
- Michael Grünberger, Bürgerliches Recht, Wirtschafts- und Technikrecht
- Jörg Gundel, Öffentliches Recht, Völker- und Europarecht
- Peter Häberle (* 1934), Öffentliches Recht
- Peter W. Heermann, Bürgerliches Recht, Handels- und Wirtschaftsrecht, Rechtsvergleichung
- Diethelm Klippel, Bürgerliches Recht und Rechtsgeschichte
- Oliver Lepsius, Öffentliches Recht, Allgemeine und Vergleichende Staatslehre
- Karl-Georg Loritz, Bürgerliches Recht, Arbeits-, Steuer- und Sozialrecht
- Lutz Michalski, Bürgerliches Recht, Handels-, Gesellschafts- und Wirtschaftsrecht
- Markus Möstl, Öffentliches Recht und Verfassungsgeschichte
- Harro Otto, Strafrecht, Rechtsphilosophie
- Jessica Schmidt (* 1979), Bürgerliches Recht, deutsches, europäisches und internationales Unternehmens- und Kapitalmarktrecht
- Schmidt-Kessel, Martin (* 1967), Verbraucherrecht
- Ulrich Spellenberg, Zivilrecht, insbesondere Internationales Privatrecht und Rechtsvergleichung und Sportrecht
- Kay Windthorst, Öffentliches Recht, insbesondere Rechtsdogmatik und Rechtsdidaktik

### Berlin
BSP Business and Law School Berlin
- Börner, René, Strafrecht und Strafprozessrecht
- Denga, Michael, Bürgerliches Recht und Wirtschaftsrecht
- Effer-Uhe, Daniel, Bürgerliches Recht, Rechtsgeschichte, Rechtstheorie und Rechtspsychologie
- Fries, Martin, Legal Tech und Zivilrecht
- Stefanopoulou, Georgia, Strafrecht
- Thiele, Alexander, Staatstheorie und Öffentliches Recht

#### Freie Universität Berlin
- Armbrüster, Christian (* 1964), Zivilrecht
- Bachmann, Gregor (* 1966), Zivilrecht
- Blei, Hermann (1929–1999), Strafrecht
- Bohnert, Joachim, Strafrecht Rechtsphilosophie
- Calliess, Christian, Öffentliches Recht und Europarecht
- Czeguhn, Ignacio, Bürgerliches Recht, Deutsche und Europäische sowie Vergleichende Rechtsgeschichte
- Ebel, Friedrich (1944–2005), Deutsche Rechtsgeschichte, Bürgerliches Recht, Privatversicherungsrecht
- Eisenberg, Ulrich, Strafrecht, Kriminologie
- Geppert, Klaus, Strafrecht
- Giesen, Dieter, Zivilrecht
- Grothe, Helmut, Zivilrecht
- Heckelmann, Dieter, Zivilrecht, Arbeitsrecht
- Heintzen, Markus, Staats-, Verwaltungs- und Steuerrecht
- Hinz, Manfred, Zivilrecht
- Hoffmann-Holland, Klaus, Kriminologie und Strafrecht
- Krebs, Walter, Öffentliches Recht
- Krieger, Heike, Öffentliches Recht, Völkerrecht
- Kunig, Philip, Öffentliches Recht
- Lecheler, Helmut (1941–2016), Öffentliches Recht
- Leenen, Detlef, Zivilrecht
- Limbach, Jutta (1934–2016), Zivilrecht
- Möller, Cosima (* 1962), Bürgerliches Recht, Römische Rechtsgeschichte
- Pestalozza, Christian, Öffentliches Recht
- Prölss, Jürgen, Zivilrecht
- Rogall, Klaus, Strafrecht
- Säcker, Franz Jürgen, Bürgerliches Recht
- Schirmer, Helmut, Zivilrecht
- Schubert, Claudia, Bürgerliches Recht und Arbeitsrecht
- Schwab, Martin, Zivilrecht
- Seher, Gerhard, Strafrecht, Strafverfahrensrecht und Rechtsphilosophie
- Sodan, Helge, Öffentliches Recht
- Wesel, Uwe (1933–2023), römische (und europäische) Rechtsgeschichte, Bürgerliches Recht

#### Humboldt-Universität zu Berlin
- Baer, Susanne (* 1964), Verfassungsrecht, Genderstudien
- Battis, Ulrich (* 1944), Öffentliches Recht
- Grimm, Dieter (* 1937), Öffentliches Recht
- Grundmann, Stefan (* 1958), Bürgerliches Recht, Deutsches, Europäisches und Internationales Privat- und Wirtschaftsrecht
- Heinrich, Bernd (* 1962), Strafrecht, Strafprozessrecht und Urheberrecht
- Kirchner, Christian (1944–2014), Deutsches, europäisches und internationales Zivil- und Wirtschaftsrecht, Neue Institutionenökonomik
- Kloepfer, Michael (* 1943), Öffentliches Recht, insb. Umweltrecht und Katastrophenrecht
- Kumm, Matthias (* 1967), Öffentliches Recht, Rechtsphilosophie
- Meyer, Hans (1933–2022), Öffentliches Recht, 1996–2000 Präsident der Humboldt-Universität
- Möllers, Christoph (* 1969), Öffentliches Recht, Verfassungsrecht, Rechtsphilosophie
- Paulus, Christoph G. (* 1952), Bürgerliches Recht, Zivilprozess- und Insolvenzrecht, Römisches Recht
- Pernice, Ingolf (* 1950), Völker- und Europarecht
- Ruffert, Matthias (* 1966), Öffentliches Recht und Europarecht
- Savigny, Friedrich Carl von (1779–1861), Römisches und Preußisches Recht, Strafrecht
- Schlink, Bernhard (* 1944), Öffentliches Recht
- Tomuschat, Christian (* 1936), Öffentliches Recht
- Waldhoff, Christian (* 1965), Öffentliches Recht, Finanzrecht
- Werle, Gerhard (* 1952), Strafrecht, Strafprozessrecht
- Will, Rosemarie (* 1949), Öffentliches Recht, Staatslehre und Rechtstheorie (emeritiert)
- Windbichler, Christine (* 1950), Handels- und Wirtschaftsrecht, Arbeitsrecht und Rechtsvergleichung
- Zech, Herbert (* 1974), Privatrecht

#### SRH Hochschule der populären Künste
- Marcel Bisges (* 1980), Bürgerliches Recht, Urheber- und Medienrecht, Veranstaltungsrecht

### Universität Bielefeld
- Barton, Stephan (* 1953), Strafrecht und Strafprozessrecht
- Fisahn, Andreas (* 1960), Öffentliches Recht, Umwelt- und Technikrecht, Rechtstheorie
- Gusy, Christoph (* 1955), Öffentliches Recht, Staatslehre und Verfassungsgeschichte
- Grunsky, Wolfgang (1936–2023), Bürgerliches Recht, Zivilprozessrecht und Arbeitsrecht (emeritiert)
- Hähnchen, Susanne (* 1969), Bürgerliches Recht, Deutsche und Europäische Rechtsgeschichte sowie Privatversicherungsrecht
- Jacoby, Florian (* 1971), Bürgerliches Recht, Zivilverfahrens-, Insolvenz- und Gesellschaftsrecht
- Jost, Fritz (* 1949), Bürgerliches Recht, Anwaltsrecht, Rechtsgestaltung und Rechtssoziologie (emeritiert)
- Kamanabrou, Sudabeh, Bürgerliches Recht, deutsches und europäisches Arbeitsrecht, Wirtschaftsrecht und Methodenlehre
- Kotulla, Michael (* 1960), Öffentliches Recht, insbesondere Umweltrecht
- Lampe, Ernst-Joachim (* 1933), Strafrechtm (emeritiert)
- Lindemann, Michael (* 1975), Strafrecht, Strafprozessrecht und Kriminologie
- Lübbe-Wolff, Gertrude (* 1953), Öffentliches Recht
- Mayer, Franz (* 1968), Öffentliches Recht, Europarecht, Völkerrecht, Rechtsvergleichung und Rechtspolitik
- Ransiek, Andreas (* 1960), Strafrecht und Strafprozessrecht, insbesondere Wirtschaftsstrafrecht
- Wolfgang Schild (* 1946), Strafrecht, Strafprozessrecht, Strafrechtsgeschichte und Rechtsphilosophie
- Schwerdtner, Peter (1938–2006), Zivilrecht (emeritiert)
- Staudinger, Ansgar (* 1968), Bürgerliches Recht, Internationales Privat-, Verfahrens- und Wirtschaftsrecht
- Weiler, Frank (* 1968), Bürgerliches Recht, Gewerblicher Rechtsschutz und Wirtschaftsrecht
- Wollschläger, Christian (1936–1998), Römisches Recht, Bürgerliches Recht und Privatrechtsgeschichte

### Ruhr-Universität Bochum
- Bernsmann, Klaus (* 1947), Strafrecht und Strafprozessrecht
- Borges, Georg (* 1964), Bürgerliches Recht, Recht der Medien und der Informationstechnologie, deutsches und internationales Wirtschaftsrecht
- Cremer, Wolfram (* 1963), Öffentliches Recht und Europarecht
- Feltes, Thomas (* 1951), Kriminologie, Kriminalpolitik und Polizeiwissenschaft
- Geilen, Gerd (1931–2015)
- Grawert, Rolf (* 1936) (emeritiert)
- Herzberg, Rolf Dietrich (* 1938) (emeritiert)
- Hörnle, Tatjana (* 1963), Strafrecht, Strafprozessrecht und Rechtsphilosophie
- Huster, Stefan (* 1964), Öffentliches Recht, insb. Sozialrecht
- Ipsen, Knut (1935–2022)
- Joussen, Jacob (* 1971), Bürgerliches Recht, Deutsches und Europäisches Arbeitsrecht und Sozialrecht
- Krampe, Christoph (* 1943), Bürgerliches Recht / Antike Rechtsgeschichte und Römisches Recht
- Kruse, Heinrich Wilhelm (1931–2019), Steuerrecht
- Lohse, Andrea (* 1964), Bürgerliches Recht, Handels- und Wirtschaftsrecht (einschließlich Berg- und Energierecht)
- Magen, Stefan (* 1966), Öffentliches Recht, Rechtsphilosophie, Rechtsökonomik
- Mikat, Paul (1924–2011)
- Muscheler, Karlheinz (* 1953), Deutsche Rechtsgeschichte, Bürgerliches Recht und Handelsrecht
- Poscher, Ralf (* 1962), Öffentliches Recht, Rechtssoziologie und Rechtsphilosophie
- Puttler, Adelheid (* 1957), Öffentliches Recht, insbesondere Europarecht, Völkerrecht und Internationales Wirtschaftsrecht
- Riesenhuber, Karl (* 1967), Bürgerliches Recht, Deutsches und Europäisches Handels- und Wirtschaftsrecht
- Ricken, Oliver (* 1966), Bürgerliches Recht, Arbeitsrecht und Sozialrecht
- Röhl, Klaus F. (* 1938) (emeritiert)
- Schaub, Renate (* 1967), Bürgerliches Recht, Wirtschaftsrecht
- Schildt, Bernd (* 1948), Rechtsgeschichte und Bürgerliches Recht
- Schnapp, Friedrich E. (1938–2022) (emeritiert)
- Schreiber, Klaus (* 1948), Zivilprozessrecht, Bürgerliches Recht und Arbeitsrecht
- Schwind, Hans-Dieter (1936–2025) (emeritiert)
- Seer, Roman (* 1960), Steuerrecht
- Siekmann, Helmut (* 1947), Öffentliches Recht, insbesondere Finanzverfassungsrecht
- Singelnstein, Tobias (* 1977), Kriminologie
- Wank, Rolf (* 1943), Bürgerliches Recht, Handels-, Wirtschafts- und Arbeitsrecht
- Warda, Günter (1926–2016), Strafrecht
- Windel, Peter A. (* 1959), Prozessrecht und Bürgerliches Recht
- Wolf, Joachim, Öffentliches Recht, insbesondere Umweltrecht, Verwaltungsrecht, Verwaltungslehre
- Wolters, Gereon (* 1966), Strafrecht und Strafprozessrecht

### Rheinische Friedrich-Wilhelms-UniversitätBonn
- Beitzke, Günther (1909–2004), Zivilrecht
- Beurskens, Michael (* 1977), Bürgerliches Recht
- Böse, Martin (* 1969), Strafrecht
- Brinkmann, Moritz, Zivilrecht und Zivilprozessrecht
- Dethloff, Nina (* 1958), Bürgerliches Recht, Familienrecht, Internationales Privatrecht
- Di Fabio, Udo (* 1954), Richter des Bundesverfassungsgerichts a. D., Öffentliches Recht
- Dolzer, Rudolf (1944–2020), Öffentliches Recht
- Durner, Wolfgang (* 1967), Öffentliches Recht
- Flume, Werner (1908–2009), Bürgerliches Recht, Römisches Recht, Steuerrecht
- Gärditz, Klaus Ferdinand (* 1975), Öffentliches Recht
- Gaul, Hans Friedhelm (* 1927), Bürgerliches Recht und Zivilprozessrecht
- Gerhardt, Walter (* 1934), Bürgerliches Recht und Zivilprozessrecht
- Greiner, Stefan (* 1978), Zivilrecht, Arbeitsrecht
- Herdegen, Matthias, Öffentliches Recht, Völker- und Europarecht
- Hillgruber, Christian (* 1963), Öffentliches Recht
- Hüttemann, Rainer (* 1963), Bürgerliches Recht, Steuerrecht
- Isensee, Josef (* 1937), Öffentliches Recht
- Jakobs, Günther (* 1937), Strafrecht, Strafprozessrecht, Rechtsphilosophie
- Kindhäuser, Urs (* 1949), Strafrecht
- Knütel, Rolf (1939–2019), Bürgerliches Recht, Römisches Recht
- Koch, Jens (* 1971), Bürgerliches Recht, Handels- und Gesellschaftsrecht
- Koenig, Christian (* 1961), Staatsrecht, Verwaltungsrecht, Europarecht
- Lehmann, Matthias, Bürgerliches Recht, Internationales Privatrecht, Rechtsvergleichung
- Münkler, Laura (* 1985), Öffentliches Recht und Rechtsphilosophie
- Puppe, Ingeborg (* 1941), Strafrecht, Strafprozessrecht, Rechtstheorie
- Sauer, Heiko (* 1976), Öffentliches Recht
- Schilken, Eberhard (* 1945), Bürgerliches Recht und Zivilprozessrecht
- Schmidt, Karsten (* 1939), Zivilrecht
- Schermaier, Martin (* 1963), Zivilrecht und Rechtsgeschichte
- Schmoeckel, Mathias (* 1963), Bürgerliches Recht und Rechtsgeschichte
- Shirvani, Foroud (* 1974), Öffentliches Recht
- Stuckenberg, Carl-Friedrich (* 1964), Straf- und Strafprozessrecht
- Talmon, Stefan (* 1965), Völker- und Europarecht, Öffentliches Recht
- Thüsing, Gregor (* 1971), Zivilrecht, Arbeitsrecht
- Verrel, Torsten (* 1961), Straf- und Strafprozessrecht
- Waltermann, Raimund (* 1956), Zivilrecht, Sozialrecht, Arbeitsrecht
- Zaczyk, Rainer (1951–2024), Strafrecht, Strafprozessrecht und Rechtsphilosophie
- Zimmer, Daniel (* 1959), Handels- und Wirtschaftsrecht, Kapitalmarktrecht

### Technische Universität Braunschweig
- Edmund Brandt, Staats- und Verwaltungsrecht sowie Verwaltungswissenschaften, Umweltrecht, Energierecht, Mobilitätsrecht, Staatsorganisations- und Finanzverfassungsrecht

### Universität Bremen
- Lorenz Böllinger – Strafrecht, Kriminologie
- Gert Brüggemeier – Bürgerliches Recht
- Benedikt Buchner – Zivilrecht, insbesondere Medizin- und Gesundheitsrecht
- Gralf-Peter Calliess – Bürgerliches Recht, Internationales Wirtschaftsrecht, Rechtstheorie
- Wolfgang Däubler – deutsches und europäisches Arbeitsrecht, Bürgerliches Recht und Wirtschaftsrecht
- Reinhard Damm – Bürgerliches Recht, Medizinrecht
- Peter Derleder – Bürgerliches Recht
- Roland Dubischar – Bürgerliches Recht
- Josef Falke
- Johannes Feest – Kriminologie
- Andreas Fischer-Lescano, Öffentliches Recht, Europarecht und Völkerrecht
- Robert Francke – Öffentliches Recht, Gesundheitsrecht
- Volkmar Gessner
- Dieter Hart – Bürgerliches Recht, Medizinrecht
- Felix Herzog – Strafrecht
- Manfred O. Hinz
- Reinhard Hoffmann
- Christian Joerges
- Rolf Knieper – Bürgerliches Recht
- Hagen Lichtenberg
- Konstanze Plett
- Norbert Reich
- Alfred Rinken – Öffentliches Recht
- Peter Rott
- Ursula Rust – Arbeits- und Sozialrecht
- Ulli F. H. Rühl – Öffentliches Recht
- Dian Schefold – Öffentliches Recht
- Sabine Schlacke – Verwaltungsrecht, deutsches und europäisches Umweltrecht
- Reinhold Schlothauer – Honorarprofessor für Straf- und Strafprozessrecht
- Christoph Ulrich Schmid – Bürgerliches Recht
- Eike Schmidt – Bürgerliches Recht
- Christoph U. Schminck-Gustavus – Rechtsgeschichte
- Klaus Sieveking
- Gerhard Stuby
- Peter Thoss – Kriminologie
- Lado Tschanturia
- Roderich Wahsner
- Edda Weßlau – Strafrecht
- Gerd Winter – Umweltrecht

### Technische Universität Chemnitz
- Dagmar Gesmann-Nuissl, Privatrecht und Recht des Geistigen Eigentums
- Ludwig Gramlich, Öffentliches Recht und Öffentliches Wirtschaftsrecht
- Stefan Korte, Öffentliches Recht und Öffentliches Wirtschaftsrecht
- Matthias Niedobitek, Europarecht
- Claus Scholl (1945–2015), Bürgerliches Recht, Handels-, Gesellschafts- und Wirtschaftsrecht

### Darmstadt

#### Hochschule Darmstadt
- Lenze, Anne (* 1959), Familien-, Jugendhilfe- und Sozialrecht

#### Technische Universität Darmstadt
- Bayreuther, Frank, Zivilrecht
- Marly, Jochen (* 1960), Zivilrecht
- Schmid, Viola (* 1960), Öffentliches Recht
- Schneider, Uwe H. (* 1941), Zivilrecht

### Technische Universität Dresden
- Amelung, Knut (1939–2016), Strafrecht, Strafprozessrecht und Rechtstheorie
- Büdenbender, Ulrich (* 1948), Bürgerliches Recht, Energiewirtschaftsrecht und Arbeitsrecht

### Heinrich-Heine-Universität Düsseldorf
- Altenhain, Karsten, Strafrecht, Wirtschaftsstrafrecht und Medienrecht
- Busche, Jan (* 1961), Bürgerliches Recht und Gewerblicher Rechtsschutz
- Dietlein, Johannes (* 1963), Öffentliches Recht und Verwaltungslehre
- Feuerborn, Andreas (* 1960), Bürgerliches Recht, Arbeitsrecht und Rechtsvergleichung
- Frister, Helmut (* 1956), Strafrecht und Strafprozessrecht
- Kuntz, Thilo (* 1977), Bürgerliches Recht, Handels- und Gesellschaftsrecht
- Looschelders, Dirk (* 1960), Bürgerliches Recht, Internationales Privatrecht und Rechtsvergleichung
- Lorz, Alexander (* 1965), Deutsches und Ausländisches Öffentliches Recht, Völkerrecht und Europarecht
- Michael, Lothar (* 1968), Öffentliches Recht
- Morlok, Martin (* 1949), Öffentliches Recht, Rechtstheorie und Rechtssoziologie
- Noack, Ulrich (* 1956), Bürgerliches Recht, Handels- und Wirtschaftsrecht
- Olzen, Dirk (* 1949), Bürgerliches Recht und Zivilprozessrecht
- Podszun, Rupprecht (* 1976), Bürgerliches Recht, deutsches und europäisches Wettbewerbsrecht
- Preuß, Nicola (* 1966), Bürgerliches Recht, Internationales Wirtschaftsrecht, Wettbewerbs- und Kartellrecht
- Schlehofer, Horst (* 1955), Strafrecht und Strafprozessrecht einschließlich Jugendstrafrecht, Strafvollzugsrecht und Kriminologie

### Universität Erfurt
- Baldus, Manfred (1963–2021), Öffentliches Recht und Rechtsgeschichte
- Blanke, Hermann-Josef (1957–2023), Öffentliches Recht, Völkerrecht und Europäische Integration
- Felix Ekardt (* 1972), Öffentliches Recht und Verwaltungswissenschaften
- Meyer, Stephan (* 1971), Öffentliches Recht
- Scherzberg, Arno (* 1956), Öffentliches Recht und Verwaltungswissenschaften
- Seiler, Christian (* 1967), Öffentliches Recht, Stiftungsprofessur für Familienwissenschaft
- Witt, Carl-Heinz (* um 1964), Professor für Zivil- und Unternehmensrecht
- Wolf, Maik (* 1979), Deutsches und Europäisches Zivil- und Wirtschaftsrecht

### Friedrich-Alexander-Universität Erlangen-Nürnberg
- Fest, Timo, Bürgerliches Recht, Handels-, Gesellschafts- und Wirtschaftsrecht
- Fischer, Michael, Zivilrecht
- Geis, Max-Emanuel (* 1960), Öffentliches Recht
- Greger, Reinhard (* 1946), Bürgerliches Recht, Zivilprozessrecht und Freiwillige Gerichtsbarkeit
- Hruschka, Joachim (1935–2017), Strafrecht und Rechtsphilosophie
- Jäger, Christian (* 1965), Strafrecht, Strafprozessrecht, Wirtschafts- und Medizinstrafrecht
- Jahn, Matthias (* 1968), Strafrecht und Strafprozessrecht
- Kudlich, Hans (* 1970), Strafrecht, Strafprozessrecht und Rechtsphilosophie
- Leisner, Walter (1929–2023), Staats-, Verwaltungs- und Völkerrecht
- Link, Christoph (* 1933), Staats-, Verwaltungs- und Kirchenrecht
- Mertens, Bernd (* 1967), Bürgerliches Recht, Deutsche und Europäische Rechtsgeschichte
- Rohe, Mathias (* 1959), Bürgerliches Recht, Internationales Privatrecht und Rechtsvergleichung
- Schachtschneider, Karl Albert (* 1940), Öffentliches Recht; Rechtsphilosophie und Wirtschaftsrecht
- Spengler, Hans-Dieter (* 1963), Bürgerliches Recht, Römisches Recht und Antike Rechtsgeschichte
- Streng, Franz (* 1947), Strafrecht und Kriminologie
- Vieweg, Klaus (* 1951), Bürgerliches Recht, Rechtsinformatik, Technik- und Wirtschaftsrecht
- Wall, Heinrich de (* 1961), Kirchenrecht, Staats- und Verwaltungsrecht
- Wegener, Bernhard W. (* 1965), Öffentliches Recht
- Zippelius, Reinhold (* 1928), Öffentliches Recht und Rechtsphilosophie

### Frankfurt am Main

#### Johann-Wolfgang-Goethe-Universität Frankfurt am Main
- Albrecht, Peter-Alexis (* 1946), Strafrecht, Kriminologie, Jugendstrafrecht, Strafvollzug
- Arndt, Klaus Friedrich (1930–2012), Verwaltungswissenschaften und Öffentliches Recht
- Baums, Theodor (* 1947), Bürgerliches Recht, Wirtschaftsrecht, Bank- und Kapitalmarktrecht
- Bothe, Michael (* 1938), Öffentliches Recht, Völkerrecht und Europarecht
- Broemel, Roland (* 1980), Öffentliches Recht
- Brunhöber, Beatrice (* 1975), Strafrecht und Strafprozessrecht
- Coing, Helmut (1912–2000), Bürgerliches Recht, Römische Rechtsgeschichte, Rechtsphilosophie
- Cahn, Andreas (* 1959), Bürgerliches Recht und Wirtschaftsrecht
- Cordes, Albrecht (* 1958), Mittelalterliche und neuere Rechtsgeschichte und Bürgerliches Recht
- Denninger, Erhard (1932–2021), Öffentliches Recht und Rechtsphilosophie
- Diestelkamp, Bernhard (1929–2025), Bürgerliches Recht und Rechtsgeschichte
- Dilcher, Gerhard (1932–2024), Deutsche Rechtsgeschichte, Kirchenrecht, Bürgerliches Recht und Zivilverfahrensrecht
- Ebsen, Ingwer (* 1943), Öffentliches Recht, Sozialrecht
- Erler, Adalbert (1904–1992), Rechtsgeschichte
- Fabricius, Dirk (* 1949), Strafrecht, Kriminologie, Jugendstrafrecht, Strafvollzug und Rechtspsychologie
- Frankenberg, Günter (* 1945), Öffentliches Recht, Rechtsphilosophie und Rechtsvergleichung
- Gilles, Peter (1938–2020), Bürgerliches Recht, Zivilverfahrensrecht und Rechtsvergleichung
- Groß, Thomas (* 1964), Umweltrecht und Verwaltungswissenschaft
- Günther, Klaus (* 1957), Rechtstheorie, Strafrecht und Strafprozeßrecht
- Haar, Brigitte (1965–2019), Bürgerliches Recht, Deutsches, Europäisches und Internationales Wirtschaftsrecht, Rechtsvergleichung
- Hassemer, Winfried (1940–2014), Rechtstheorie, Rechtssoziologie, Strafrecht und Strafprozeßrecht
- Hermes, Georg (* 1958), Öffentliches Recht
- Hofmann, Rainer (* 1953), Öffentliches Recht, Völker- und Europarecht
- Jäger, Herbert (1928–2014), Strafrecht und Kriminalpolitik
- Kadelbach, Stefan (* 1959), Öffentliches Recht, Europarecht und Völkerrecht
- Kargl, Walter, Rechtstheorie, Rechtsphilosophie und Strafrecht
- Kohl, Helmut (* 1943), Bürgerliches Recht, Recht für Wirtschaftswissenschaftler, Medienrecht
- Kübler, Friedrich (1932–2013), Wirtschaftsrecht, Bürgerliches Recht, Bankrecht und Medienrecht
- Loewenheim, Ulrich (* 1934), Bürgerliches Recht, Handelsrecht und Wirtschaftsrecht, Internationales Privatrecht und Rechtsvergleichung
- Lüderssen, Klaus (1932–2016), Strafrecht, Strafprozessrecht, Rechtsphilosophie und Rechtssoziologie
- Mertens, Hans-Joachim (1934–2022), Handelsrecht und Wirtschaftsrecht, Bürgerliches Recht, Rechtsvergleichung und Internationales Privatrecht
- Meyer, Hans (1933–2022), Staats- und Verwaltungsrecht
- Naucke, Wolfgang (* 1933), Strafrecht, Strafprozeßrecht, Kriminologie, Rechtsphilosophie
- Neumann, Ulfrid (* 1947), Strafrecht, Strafprozeßrecht, Rechtsphilosophie und Rechtssoziologie
- Ogorek, Regina (* 1944), Neuere Rechtsgeschichte, Zivilrecht, Rechts- und Justiztheorie, Methodenlehre
- Osterloh, Lerke (* 1944), Öffentliches Recht und Steuerrecht
- Paul, Wolf, Rechtstheorie, Rechtsmethodologie und Rechtsvergleichung
- Pfeifer, Guido (* 1968), Antike Rechtsgeschichte, Römisches Recht, Zivilrecht
- Prittwitz, Cornelius (* 1953), Strafrecht, Strafprozessrecht, Kriminologie und Rechtsphilosophie
- Rehbinder, Eckard (* 1936), Wirtschaftsrecht, Umweltrecht und Rechtsvergleichung
- Rückert, Joachim (* 1945), Neuere Rechtsgeschichte, Juristische Zeitgeschichte, Zivilrecht und Rechtsphilosophie
- Ruhwedel, Edgar (1934–2020), Bürgerliches Recht, Handels- und Verkehrsrecht
- Sacksofsky, Ute (* 1960), Öffentliches Recht und Rechtsvergleichung
- Schmidt, Walter (* 1934), Staats- und Verwaltungsrecht
- Segna, Ulrich (* 1969), Bürgerliches Recht, deutsches und europäisches Gesellschaftsrecht
- Siekmann, Helmut (* 1947), Öffentliches Recht, Geld-, Währungs- und Notenbankrecht
- Simitis, Spiros (1934–2023), Arbeitsrecht, Bürgerliches Recht und Rechtsinformatik
- Staff, Ilse (1928–2017), Staats- und Verwaltungsrecht
- Teubner, Gunter (* 1944), Bürgerliche Recht, Rechtssoziologie
- Vesting, Thomas (* 1958), Öffentliches Recht, Recht und Theorie der Medien
- Wallrabenstein, Astrid (* 1969), Öffentliches Recht, Sozialrecht
- Wandt, Manfred (* 1955), Bürgerliches Recht, Handels- und Versicherungsrecht, Internationales Privatrecht und Rechtsvergleichung
- Weiss, Manfred (* 1940), Bürgerliches Recht, Arbeitsrecht
- Wellenhofer, Marina (* 1965), Bürgerliches Recht und Zivilverfahrensrecht
- Wenner, Ulrich (* 1956), Honorarprofessor für Sozialrecht
- Weyers, Hans-Leo (1934–2021),  Bürgerliches Recht, Zivilrecht, Privatversicherungsrecht, Ausländisches Recht und Rechtsvergleichung
- Wiethölter, Rudolf (1929–2024), Bürgerliches Recht, Handelsrecht, Wirtschaftsrecht und internationales Privatrecht
- Wilmowsky, Peter von (* 1956), Bürgerliches Recht, Handels- und Wirtschaftsrecht sowie Rechtsvergleichung
- Wolf, Manfred (1939–2007), Bürgerliches Recht und Richter am OLG Frankfurt am Main
- Wolff, Ernst Amadeus (1928–2008), Strafrecht, Kriminologie, Strafvollzug
- Zekoll, Joachim (* 1955), Bürgerliches Recht, Zivilprozessrecht und Rechtsvergleichung

#### Max-Planck-Institut für europäische RechtsgeschichteFrankfurt am Main
- Coing, Helmut (1912–2000), Bürgerliches Recht, Römische Rechtsgeschichte, Rechtsphilosophie
- Simon, Dieter (* 1935), Rechtsgeschichte, Rechtstheorie
- Stolleis, Michael (1941–2021), Öffentliches Recht, Rechtsgeschichte
- Fögen, Marie Theres (1946–2008), Rechtsgeschichte, Wissenschaftsgeschichte des Rechts

### Europa-Universität ViadrinaFrankfurt (Oder)
- Becker, Christian
- Breidenbach, Stephan
- Brömmelmeyer, Christoph
- Brünneck, Alexander von
- Frey, Kaspar
- Gläßer, Ulla
- Graeber, Andreas
- Haack, Stefan
- Hacker, Philipp
- Häde, Ulrich
- Härtel, Ines
- Hecker, Jan (1967–2021), Öffentliches Recht und Europarecht
- Heintschel von Heinegg, Wolff
- Hochmayr, Gudrun
- Hofmann, Claudia Maria
- Joerden, Jan C.
- Knöfel, Oliver
- Kocher, Eva
- Littbarski, Sigurd
- Makowicz, Bartosz
- Małolepszy, Maciej
- Martiny, Dieter
- Nowak, Carsten
- Pechstein, Matthias
- Peine, Franz-Joseph
- Rowe, Gerard C.
- Scheffler, Uwe
- Schweisfurth, Theodor
- Sinn, Arndt
- Thiele, Carmen
- Wittmann, Roland
- Wolf, Gerhard
- Wudarski, Arkadiusz (1972–2025)

### Albert-Ludwigs-Universität Freiburg
- Benda, Ernst (1925–2009), Öffentliches Recht
- Blaurock, Uwe (* 1943), Bürgerliches Recht, Handels- und Wirtschaftsrecht, Steuerrecht
- Bloy, René (* 1947), Strafrecht und Strafprozessrecht
- Böckenförde, Ernst-Wolfgang (1930–2019), Öffentliches Recht
- Bruns, Alexander (* 1966), Bürgerliches Recht, Handels- und Wirtschaftsrecht, Versicherungsrecht, Rechtsvergleichung
- Bu, Yuanshi (* 1976), Wirtschaftsrecht, Chinesisches Recht
- Engler, Helmut (1926–2015), Bürgerliches Recht und Zivilprozessrecht
- Frisch, Wolfgang (* 1943), Strafrecht, Strafprozessrecht und Rechtstheorie
- Haedicke, Maximilian (* 1967), Bürgerliches Recht, Gewerblicher Rechtsschutz, Urheberrecht
- Hager, Günter (1943–2017), Bürgerliches Recht, Handelsrecht, Rechtsvergleichung und Internationales Privatrecht
- Hefendehl, Roland (* 1964), Strafrecht und Kriminologie
- von Hein, Jan (* 1967), ausländisches und internationales Privatrecht
- Hesse, Konrad (1919–2005), Öffentliches Recht
- Hohloch, Gerhard (* 1944), Bürgerliches Recht, Internationales Privatrecht und Rechtsvergleichung
- Jescheck, Hans-Heinrich (1915–2009), Strafrecht, Strafprozessrecht, Strafrechtsvergleichung, Internationales Strafrecht
- Jestaedt, Matthias (* 1961), Öffentliches Recht einschl. Staatskirchenrecht sowie Rechtstheorie
- Kaiser, Wolfgang (* 1963), Bürgerliches Recht und Römische Rechtsgeschichte
- Krebber, Sebastian (* 1963), Bürgerliches Recht und Arbeitsrecht
- Köbl, Ursula (1941–2022), Bürgerliches Recht, Sozialversicherungsrecht und Rechtstheorie
- von Koppenfels-Spies, Katharina (* 1972), Bürgerliches Recht, Arbeitsrecht, Sozialrecht und Privatversicherungsrecht
- Leipold, Dieter (* 1939), Bürgerliches Recht, Arbeitsrecht, Zivilprozessrecht und allgemeine Verfahrenslehre
- Liebs, Detlef (* 1936), Römisches Recht, Bürgerliches Recht und Privatrechtsgeschichte der Neuzeit
- Lieder, Jan (* 1979), Bürgerliches Recht, Handels- und Wirtschaftsrecht
- Löwisch, Manfred (* 1937), Bürgerliches Recht, Wirtschaftsrecht, Arbeitsrecht, Sozialversicherungsrecht
- Mantel, Kurt (1905–1982), Forstrecht
- Masing, Johannes (* 1959), Öffentliches Recht
- Merkt, Hanno (* 1960), Bürgerliches Recht, Deutsches und Europäisches Handels- und Wirtschaftsrecht, Internationales Privatrecht, Rechtsvergleichung
- Meier, Sonja (* 1964), Direktorin der Abteilung I des Instituts für Ausländisches und Internationales Privatrecht
- Müller-Freienfels, Wolfram (1916–2007), Deutsches und ausländisches Bürgerliches Recht und Handelsrecht
- Murswiek, Dietrich (* 1948), Staatsrecht, Verwaltungsrecht, Umweltrecht, Völkerrecht
- Nehlsen-von Stryk, Karin (* 1942), Deutsche Rechtsgeschichte, vergleichende europäische Rechtsgeschichte, Privatrechtsgeschichte der Neuzeit, Bürgerliches Recht
- Perron, Walter (* 1956), Strafrecht, Strafprozessrecht sowie Strafrechtsvergleichung
- Schäfer, Frank L., Deutsche Rechtsgeschichte und Bürgerliches Recht
- Schlechtriem, Peter (1933–2007), Bürgerliches Recht, Handelsrecht, Zivilprozessrecht, Internationales Privat- und Prozessrecht und Rechtsvergleichung
- Schneider, Jens-Peter (* 1963), Öffentliches Recht
- Schoch, Friedrich (* 1952), Öffentliches Recht
- Schwarze, Jürgen (1944–2024), Öffentliches Recht einschl. Europarecht
- Starski, Paulina (* 1982), deutsches und ausländisches Öffentliches Recht, Europa- und Völkerrecht
- Stoll, Hans (1926–2012), Bürgerliches Recht, Internationales Privatrecht und Rechtsvergleichung
- Stürner, Rolf (* 1943), Bürgerliches Recht, Zivilprozessrecht
- Tiedemann, Klaus (1938–2018), Strafrecht, Strafprozessrecht, Strafvollzug und Strafrechtsvergleichung
- Vöneky, Silja (* 1969), Öffentliches Recht, Völkerrecht, Europarecht, Rechtsphilosophie
- Voßkuhle, Andreas (* 1963), Öffentliches Recht, Verwaltungswissenschaft und Rechtstheorie
- Wahl, Rainer (* 1941), Staats- und Verwaltungsrecht, Verwaltungswissenschaft und Rechtstheorie
- Wolff, Hans Julius (1902–1983), Griechische und Römische Rechtsgeschichte, Bürgerliches Recht
- Würtenberger, Thomas (* 1943), Staats- und Verwaltungsrecht, Verfassungsgeschichte, Verwaltungswissenschaft

### Zeppelin University,Friedrichshafen
- Wilms, Heinrich (1959–2010), Öffentliches Recht, Rechtsphilosophie und Medienrecht

### Justus-Liebig-Universität Gießen
- Bryde, Brun-Otto (* 1943), Öffentliches Recht, Rechtssoziologie
- Britz, Gabriele (* 1968), Öffentliches Recht, Europarecht
- Giesen, Richard (* 1964), Bürgerliches Recht, Arbeitsrecht, Sozialrecht
- Gropp, Walter (* 1952), Strafrecht, Strafprozessrecht, Strafrechtsvergleichung
- Kreuzer, Arthur (* 1938), Strafrecht, Kriminologie, Jugendstrafrecht
- Lange, Klaus (1939–2020), Öffentliches Recht, Verwaltungslehre
- Lipp, Martin (* 1950), Bürgerliches Recht, Rechtsgeschichte
- Marauhn Thilo (* 1963), Öffentliches Recht, Europarecht, Völkerrecht
- Franz Reimer (* 1971), Öffentliches Recht, Rechtstheorie
- Rotsch, Thomas, Europäisches und Internationales Straf- und Strafprozessrecht, Wirtschaftsstrafrecht und Umweltstrafrecht
- Schapp, Jan (* 1940), Bürgerliches Recht, Rechtsphilosophie
- Söllner, Alfred (1930–2005), Zivilrecht, Rechtsgeschichte
- Walker, Wolf-Dietrich (* 1955), Bürgerliches Recht, Arbeitsrecht, Zivilprozessrecht
- Wolfslast, Gabriele (* 1954), Strafrecht, Medizinrecht, Strafprozessrecht

### Georg-August-Universität Göttingen
- Ahrens, Martin, Bürgerliches Recht, Anwaltsrecht und Zivilprozessrecht
- Ambos, Kai, Strafrecht, Strafprozeßrecht, Rechtsvergleichung, internationales Strafrecht
- Bach, Ivo, Bürgerliches Recht und Europäisches Privatrecht
- Deinert, Olaf, Bürgerliches Recht, Internationales Privatrecht, Arbeits- und Sozialrecht
- Duttge, Gunnar, Strafrecht, Strafprozeßrecht, Medizinrecht
- Heinig, Hans Michael Öffentliches Recht, Kirchenrecht und Staatskirchenrecht
- Heun, Werner, Allgemeine Staatslehre und Politische Wissenschaften
- Höffler, Katrin, Strafrecht und Kriminologie
- Jehle, Jörg-Martin, Kriminologie, Strafrecht, Strafvollzug
- Körber, Torsten, Bürgerliches Recht, Kartellrecht, Versicherungsrecht, Gesellschaftsrecht und Regulierungsrecht
- Krause, Rüdiger, Bürgerliches Recht und Arbeitsrecht
- Kroppenberg, Inge, Erbrecht, Familienrecht und Rechtsgeschichte
- Langenfeld, Christine, Öffentliches Recht
- Lipp, Volker, Bürgerliches Recht, Zivilprozessrecht, Medizinrecht und Rechtsvergleichung
- Mann, Thomas, Öffentliches Recht, insbesondere Verwaltungsrecht
- Martínez, José, Öffentliches Recht und Agrarrecht
- Münch, Joachim, Bürgerliches Recht, Handelsrecht, deutsches und ausländisches Zivilprozessrecht
- Murmann, Uwe, Strafrecht und Strafprozessrecht
- Paulus, Andreas, Öffentliches Recht, Völkerrecht und Europarecht
- Pfordten, Dietmar von der, Rechts- und Sozialphilosophie
- Schorkopf, Frank, Öffentliches Recht, Völkerrecht und Europarecht
- Schumann, Eva, Deutsche Rechtsgeschichte, Bürgerliches Recht
- Spindler, Gerald, Bürgerliches Recht, Handels- und Wirtschaftsrecht, Multimedia- und Telekommunikationsrecht und Rechtsvergleichung
- Stoll, Peter-Tobias, Öffentliches Recht, insbesondere Völkerrecht (Internationales Wirtschaftsrecht)
- Veit, Barbara, Bürgerliches Recht und Familienrecht
- Wiebe, Andreas, Bürgerliches Recht, Wettbewerbsrecht, Immaterialgüterrecht, Medienrecht, Informationsrecht

### Ernst-Moritz-Arndt-Universität Greifswald
- Beater, Axel (* 1961), Bürgerliches Recht, Rechtsvergleichung, Wirtschafts- und Steuerrecht
- Classen, Claus Dieter (* 1960), Öffentliches Recht, Europa- und Völkerrecht
- Dünkel, Frieder (* 1950), Kriminologie
- Eckert, Hans-Werner (* 1953), Bürgerliches Recht und Arbeitsrecht
- Fahl, Christian (* 1967), Strafrecht, Strafprozessrecht und Rechtsphilosophie
- Habermeier, Stefan (* 1960), Bürgerliches Recht und Gesellschaftsrecht
- Harrendorf, Stefan (* 1976), Kriminologie, Strafrecht, Strafprozessrecht und vergleichende Strafrechtswissenschaften
- Heyen, Erk Volkmar (* 1944), Öffentliches Recht und Europäische Verwaltungsgeschichte
- Joecks, Wolfgang (1953–2016), Strafrecht, insbesondere Wirtschafts- und Steuerstrafrecht
- Kischel, Uwe (* 1964), Öffentliches Recht, Europarecht und Rechtsvergleichung (Nordosteuropa; Mercator-Stiftungslehrstuhl)
- Knothe, Hans-Georg (* 1943), Bürgerliches Recht und Rechtsgeschichte
- Kohler, Jürgen (* 1953), Bürgerliches Recht und Zivilprozessrecht
- Lang, Heinrich (* 1955), Öffentliches Recht, Sozial- und Gesundheitsrecht
- Lege, Joachim (* 1957), Öffentliches Recht, Verfassungsgeschichte, Rechts- und Staatsphilosophie
- Lorz, Sigrid (* 1978), Bürgerliches Recht, Medizinrecht, Deutsches und Internationales Zivilprozessrecht
- Merkel, Grischa, Strafrecht, Medizinstrafrecht, Strafprozessrecht und Rechtsphilosophie[1]
- Regge, Jürgen (1940–2023), Strafrecht und Strafverfahrensrecht
- Rodi, Michael (* 1958), Öffentliches Recht, Finanz- und Steuerrecht
- Schinkels, Boris (* 1971), Bürgerliches Recht, Internationales und Europäisches Privatrecht, Rechtsvergleichung
- Schlacke, Sabine (* 1968), Öffentliches Recht, Verwaltungs- und Umweltrecht
- Schlinker, Steffen (* 1965), Außerplanmäßige Professur für Bürgerliches Recht
- Sowada, Christoph (* 1956), Strafrecht und Strafprozessrecht
- Wallerath, Maximilian (* 1951), Öffentliches Recht, Sozialrecht und Verwaltungslehre
- Wietfeld, Anne Christin (* 1982), Bürgerliches Recht, Deutsches und Europäisches Arbeitsrecht, Sozialrecht und Methodenlehre
- Weber, Ralph (* 1960), Bürgerliches Recht, Arbeitsrecht und Rechtsgeschichte

### FernUniversität in Hagen
- Brandt, Peter (* 1948), Europäische Verfassungswissenschaften
- Ulrich Eisenhardt (* 1937), Bürgerliches Recht, Unternehmensrecht, Rechtsgeschichte (emeritiert)
- Ennuschat, Jörg (* 1965), Verwaltungsrecht, insbesondere Wirtschaftsverwaltungsrecht sowie Allgemeine Staatslehre
- Haratsch, Andreas (* 1963), Deutsches und Europäisches Verfassungs- und Verwaltungsrecht sowie Völkerrecht
- Kubis, Sebastian (* 1966), Bürgerliches Recht, Gewerblichen Rechtsschutz, Internationales Privat- und Zivilprozessrecht
- Marutschke, Hans-Peter (* 1951), Japanisches Recht
- Prinz von Sachsen Gessaphe, Karl-August (* 1958), Bürgerliches Recht, Zivilprozessrecht, Internationales Privatrecht und Rechtsvergleichung
- Gräfin von Schlieffen, Katharina (* 1956), Öffentliches Recht, juristische Rhetorik und Rechtsphilosophie
- Tsatsos, Dimitris (1933–2010), deutsches und ausländisches Staatsrecht
- Völzmann-Stickelbrock, Barbara (* 1965), Bürgerliches Recht, Wirtschaftsrecht, Gewerblicher Rechtsschutz, Urheberrecht und Zivilprozessrecht
- Vormbaum, Thomas (* 1943), Strafrecht, Strafprozessrecht und juristische Zeitgeschichte
- Waas, Bernd (* 1960), Bürgerliches Recht, Arbeitsrecht und Rechtsvergleichung
- Wackerbarth, Ulrich (* 1967), Bürgerliches Recht, Unternehmensrecht und Rechtsvergleichung
- Zwiehoff, Gabriele (* 1956), juristische Zeitgeschichte und juristische Weiterbildung

### Martin-Luther-Universität Halle-Wittenberg
- Bussmann, Kai-D. (* 1955), Strafrecht und Kriminologie
- Fischer, Gerfried (* 1940), Bürgerliches Recht, Internationales Privatrecht, Rechtsvergleichung und Arztrecht
- Germann, Michael (* 1967), Öffentliches Recht, Staatskirchenrecht und Kirchenrecht
- Gruber, Urs Peter (* 1970), Bürgerliches Recht, Zivilprozess- und Insolvenzrecht, Internationales Privatrecht und Rechtsvergleichung
- Höland, Armin (* 1948), Bürgerliches Recht, Arbeitsrecht und Recht der Sozialen Sicherung
- Kilian, Michael (* 1949), Öffentliches Recht, Finanz- und Umweltrecht, Völker- und Europarecht
- Kisch, Guido (1889–1985)
- Kluth, Winfried (* 1959), Öffentliches Recht
- Kohte, Wolfhard (* 1946), Bürgerliches Recht, Deutsches und Europäisches Arbeits-, Unternehmens- und Sozialrecht
- Lieberwirth, Rolf (1920–2019), Bürgerliches Recht und Rechtsgeschichte
- Lilie, Hans (* 1949), Strafrecht, Strafprozeßrecht, Rechtsvergleichung und Medizinrecht
- Lück, Heiner (* 1954), Bürgerliches Recht, Europäische, Deutsche und Sächsische Rechtsgeschichte
- Meller-Hannich, Caroline (* 1970), Bürgerliches Recht, Zivilprozess- und Handelsrecht
- Renzikowski, Joachim (* 1961), Strafrecht, Rechtsphilosophie/Rechtstheorie
- Schmidt-De Caluwe, Reimund (1956–2023), Öffentliches Recht und Sozialrecht
- Schröder, Christian (* 1958), Strafrecht und Strafprozessrecht
- Sieker, Susanne (* 1956), Bürgerliches Recht, Handelsrecht, Steuer- und Wirtschaftsrecht
- Stieper, Malte (* 1974), Gundling-Professur, Bürgerliches Recht, Recht des Geistigen Eigentums und Wettbewerbsrecht
- Stumpf, Cordula (* 1960), Bürgerliches Recht, Handelsrecht, Deutsches und Internationales Steuer- und Wirtschaftsrecht, Europarecht
- Tietje, Christian (* 1967), Öffentliches Recht, Europarecht und Internationales Wirtschaftsrecht

### Hamburg

#### Universität Hamburg
- Appel, Ivo (* 1965), Verfassungsrecht, deutsches und europäisches Verwaltungsrecht, Umweltrecht und Rechtsphilosophie
- Bull, Hans Peter (* 1936), Öffentliches Recht
- Hatje, Armin (* 1959), Öffentliches Recht und Europarecht
- Hirte, Heribert (* 1958), Handels-, Schifffahrts- und Wirtschaftsrecht
- Hoffmann-Riem, Wolfgang (* 1940), Öffentliches Recht
- Knops, Kai-Oliver (* 1966), Zivil- und Wirtschaftsrecht, insbes. Bank-, Kapitalmarkt- u. Verbraucherrecht
- Kotzur, Markus (* 1968), Öffentliches Recht, Völkerrecht und Europarecht
- Lettmaier, Saskia (* 1979), Bürgerliches Recht und Globale Rechtsgeschichte mit Schwerpunkt Common Law
- Mankowski, Peter (1966–2022), Bürgerliches Recht
- Merkel, Reinhard (* 1950), Strafrecht und Rechtsphilosophie
- Münch, Ingo von (* 1932), Öffentliches Recht (emeritiert)
- Ott, Claus (* 1937), Bürgerliches Recht, Handels- und Gesellschaftsrecht sowie Ökonomische Analyse des Rechts (emeritiert)
- Selmer, Peter (1934–2022), Öffentliches Recht
- Pfarr, Heide Maria (* 1944), Zivilrecht
- Schwabe, Jürgen (* 1937), Öffentliches Recht

#### Helmut-Schmidt-Universität/Universität der Bundeswehr Hamburg
- Boysen, Sigrid (* 1972), Öffentliches Recht, insbesondere Völkerrecht und Europarecht
- Bunte, Hermann-Josef (* 1941), Privat- und Wirtschaftsrecht (emeritiert)
- Ernst, Christian (* 1978), Öffentliches Recht und Wirtschaftsrecht (einschließlich Vergaberecht)
- Hanau, Hans (* 1962), Bürgerliches Recht, Handels-, Wirtschafts- und Arbeitsrecht
- Hufeld, Ulrich (* 1967), Öffentliches Recht und Steuerrecht
- Reiner, Günter (* 1963), Bürgerliches Recht, Handels-, Gesellschafts-, Wirtschaftsrecht und Steuerrecht
- Schuler-Harms, Margarete (* 1959), Öffentliches Recht, insbesondere Öffentliches Wirtschafts- und Umweltrecht
- Wagner-von Papp, Florian (* 1973), Bürgerliches Recht und Wirtschaftsrecht (einschließlich Vertragsrecht)

#### Max-Planck-Institut für ausländisches und internationales PrivatrechtHamburg
- Basedow, Jürgen (1949–2023), Internationales Privatrecht, Europäisches Privat- und Wirtschaftsrecht, insbesondere Wettbewerbsrecht, Transport- und Verkehrsrecht, Versicherungsrecht
- Drobnig, Ulrich (1928–2022)
- Hopt, Klaus J. (* 1940), Deutsches und europäisches Gesellschafts-, Kapitalmarkt-, Handels-, Bank- und Wirtschaftsrecht
- Mestmäcker, Ernst-Joachim (1926–2024), Deutsches, europäisches und internationales Wirtschaftsrecht (emeritiert)
- Zimmermann, Reinhard (* 1952), Schuldrecht in historischer und vergleichender Perspektive, Mischrechtsordnungen, Europäische Privatrechtsvereinheitlichung

#### Bucerius Law SchoolHamburg
- Bisping, Christopher (* 1974), Dekan des Masterprogramms
- Beldiman, Dana (* 1951), Honorarprofessorin
- Boele-Woelki, Katharina (* 1956), Rechtsvergleichung
- Bumke, Christian (* 1963), Grundlagen des Rechts
- Faust, Florian (* 1964), Bürgerliches Recht, Handels- und Wirtschaftsrecht und Rechtsvergleichung
- Fehling, Michael (* 1963), Öffentliches Recht mit Rechtsvergleichung
- Fleischer, Holger (* 1965), Affiliate Professor
- Gaede, Karsten (* 1976), deutsches, europäisches und internationales Strafrecht, einschließlich Medizin-, Wirtschafts- und Steuerstrafrecht
- Grünberger, Michael (* 1974), responsive Rechtswissenschaft
- Hanschmann, Felix (* 1973), Kritik des Rechts
- Hilf, Meinhard (* 1938), Europarecht und Internationales Wirtschaftsrecht (emeritiert)
- Hingst, Kai-Michael (* 1965), Honorarprofessor
- Hoffmann-Riem, Wolfgang (* 1940), Affiliate-Professor, Professur für Recht und Innovation
- Hohenstatt, Klaus-Stefan (* 1961), Honorarprofessor
- Jacobs, Matthias (* 1965), Bürgerliches Recht, Arbeitsrecht und Zivilprozessrecht
- Jungmann, Carsten, Honorarprofessor
- Kämmerer, Jörn Axel (* 1965), Öffentliches Recht, Völker- und Europarecht
- König, Doris (* 1957), Öffentliches Recht, Allgemeine Staatslehre, Völker- und Europarecht
- Kötz, Hein (* 1935; emeritiert)
- Krell, Paul (* 1983), Strafrecht in der globalisierten und digitalisierten Risikogesellschaft
- Kröll, Stefan (* 1966), Ordentlicher Professor, Direktor des Center for International Dispute Resolution
- Kumpan, Christoph (* 1974), Bürgerliches Recht, Unternehmensrecht und Kapitalmarktrecht
- Larsen, Clifford (* 1958), Professor für Anglo-Amerikanisches Recht und Rechtsvergleichung
- Mehrdad Payandeh (* 1978), Öffentliches Recht, Völker- und Europarecht
- Mengel, Anja, Honorarprofessorin
- Prütting, Jens, Bürgerliches Recht, Medizin- und Gesundheitsrecht
- Pünder, Hermann (* 1966), Öffentliches Recht (einschließlich Europarecht), Verwaltungswissenschaft und Rechtsvergleichung
- Rönnau, Thomas (* 1962), Strafrecht, Wirtschaftsstrafrecht und Strafprozessrecht
- Röthel, Anne (* 1968), Bürgerliches Recht, Europäisches und Internationales Privatrecht
- Samson, Erich (1940–2014), Wirtschafts- und Steuerstrafrecht
- Schäfer, Hans-Bernd (* 1943), Affiliate-Professor, Professur für die Ökonomische Analyse des Rechts
- Schmidt, Karsten (* 1939), Affiliate Professor, Unternehmensrecht
- Seibt, Christoph H. (* 1965), Honorarprofessor
- Skouris, Vasilios (* 1948), Affiliate Professor
- Thorn, Karsten (* 1963), Bürgerliches Recht, Internationales Privat- und Handelsrecht und Rechtsvergleichung
- Walz, W. Rainer (1942–2006), Steuerrecht, Stiftungsrecht und Recht der Non-Profit-Organisationen (emeritiert)
- Weitemeyer, Birgit (* 1964), Steuerrecht, Stiftungsrecht und Recht der Non-Profit-Organisationen
- Weißenberger, Barbara (* 1967), Affiliate Professorin
- Wiese, Götz T. (* 1966), Honorarprofessor
- Zimmermann, Reinhard (* 1952), Affiliate-Professor

### Gottfried Wilhelm Leibniz Universität Hannover
- Abeltshauser, Thomas, Bürgerliches Recht, Internationales Privatrecht, Rechtsvergleichung und anwaltliche Berufspraxis (bis 2009)
- Beck, Susanne, Strafrecht, Strafprozessrecht und internationales Strafrecht
- Buck-Heeb, Petra, Zivilrecht, Europäisches und Internationales Wirtschaftsrecht
- Butzer, Hermann, Öffentliches Recht, insbesondere Recht der staatlichen Transfersysteme
- Eisentraut, Nikolas, Öffentliches Recht (gemeinsame Professur mit dem Deutschen Zentrum für Hochschul- und Wissenschaftsforschung)
- Epping, Volker, Öffentliches Recht, Völker- und Europarecht
- Forgó, Nikolaus, Rechtsinformatik
- Frank, Jürgen, Wirtschaftswissenschaften
- Gergen, Thomas, Bürgerliches Recht, Internationales Privatrecht, Rechtsvergleichung und anwaltliche Berufspraxis
- Haltern, Ulrich, Deutsches und Europäisches Staats- und Verwaltungsrecht
- Heinze, Christian, Bürgerliches Recht und Immaterialgüterrecht
- Kilian, Wolfgang, Rechtsinformatik
- Kühne, Jörg-Detlef, Öffentliches Recht und Verfassungsgeschichte
- Meder, Stephan, Zivilrecht und Rechtsgeschichte
- Mehde, Veith, Öffentliches Recht, insbesondere Verwaltungsrecht
- Meier, Bernd-Dieter, Strafrecht, Strafprozessrecht und Kriminologie
- Metzger, Axel, Zivilrecht, Geistiges Eigentum, Informationstechnologierecht und Internationales Privatrecht
- Oppermann, Bernd, Deutsches, Europäisches und Internationales Zivilrecht und Handelsrecht
- Radtke, Henning, Strafrecht, Strafprozessrecht und Internationales Strafrecht
- Rüping, Hinrich, Strafrecht, Strafprozessrecht und Strafrechtsgeschichte
- Salje, Peter, Zivilrecht und Recht der Wirtschaft
- Schwarze, Roland, Zivilrecht, Arbeitsrecht und Zivilprozessrecht
- Treiber, Hubert, Verwaltungswissenschaften
- Waechter, Kay, Öffentliches Recht und Rechtsphilosophie
- Wendeling-Schröder, Ulrike, Arbeitsrecht, Unternehmens- und Zivilrecht
- Wolf, Christian, Bürgerliches Recht, Deutsches, Europäisches und Internationales Zivilprozessrecht

Emeriti
- Calliess, Rolf-Peter, Strafrecht, Strafprozessrecht und Strafrechtsgeschichte (emeritiert)
- Dorndorf, Eberhard, Zivilrecht, Arbeitsrecht und Zivilprozessrecht (emeritiert)
- Faber, Heiko, Öffentliches Recht, insbesondere Verwaltungsrecht (emeritiert)
- Fenge, Hilmar, Bürgerliches Recht, Deutsches, Europäisches und Internationales Zivilprozessrecht (emeritiert)
- Folz, Hans-Ernst, Öffentliches Recht, Völker- und Europarecht (emeritiert)
- Hesse, Hans Albrecht (emeritiert)
- Massing, Otwin (emeritiert)
- Pieper, Helmut, Zivilrecht und Recht der Wirtschaft (emeritiert)
- Schneider, Hans-Peter (emeritiert)
- Schwerdtfeger, Gunther, Öffentliches Recht, insbesondere Recht der staatlichen Transfersysteme (emeritiert)
- Walther, Manfred, Rechtsphilosophie (emeritiert)
- Zielinski, Diethart, Strafrecht, Strafprozessrecht und Kriminologie (emeritiert)

### Hochschule Harz
- Willingmann, Armin (* 1963), Zivil- und Wirtschaftsrecht

### Ruprecht-Karls-Universität Heidelberg
- Axer, Peter (* 1965), Sozialrecht in Verbindung mit dem Öffentlichen Recht
- Baldus, Christian (* 1966), Zivilrecht, geschichtliche Rechtswissenschaften, römisches Recht
- Bogdandy, Armin von (* 1960), Öffentliches Recht, Rechtsphilosophie und Völkerrecht
- Borowski, Martin (* 1966), Öffentliches Recht, Verfassungstheorie und Rechtsphilosophie
- Brugger, Winfried (1950–2010), Öffentliches Recht, Rechtsphilosophie und Allgemeine Staatslehre
- Dannecker, Gerhard (* 1952), Strafrecht und Strafprozessrecht unter besonderer Berücksichtigung europäischer und internationaler Bezüge
- Doehring, Karl (1919–2011), Staatsrecht, Völkerrecht
- Dölling, Dieter (* 1952), Kriminologie
- Ebke, Werner F. (* 1951), Zivilrecht, deutsches und europäisches Gesellschafts- und Wirtschaftsrecht
- Forsthoff, Ernst (1902–1974), Öffentliches Recht
- Geibel, Stefan J. (* 1968), Bürgerliches Recht
- Grzeszick, Bernd (* 1965), Öffentliches Recht, Internationales Öffentliches Recht und Rechtsphilosophie
- Haas, Volker (* 1963), Strafrecht und Strafprozessrecht
- Hattenhauer, Christian (* 1966), Zivilrecht und Rechtsgeschichte
- Haverkate, Görg (1942–2006), Sozialrecht, Staatsrecht, Rechtsphilosophie
- Hillenkamp, Thomas (* 1943), Strafrecht und Strafprozessrecht
- Hommelhoff, Peter (* 1942), Bürgerliches Recht, Handels- und Wirtschaftsrecht, Rechtsvergleichung
- Jayme, Erik (1934–2024), Bürgerliches Recht, Internationales Privatrecht, Rechtsvergleichung
- Jellinek, Walter (1885–1955), Staatsrecht, Verwaltungsrecht, Völkerrecht
- Kahl, Wolfgang (* 1965), Öffentliches Recht und Europarecht
- Kern, Christoph A. (* 1975), Bürgerliches Recht und Prozessrecht
- Kirchhof, Paul (* 1943), Öffentliches Recht
- Kube, Hanno (* 1970), Öffentliches Recht unter besonderer Berücksichtigung des Finanz- und Steuerrechts
- Küper, Wilfried (1937–2020), Strafrecht
- Lackner, Karl (1917–2011), Strafrecht
- Laufs, Adolf (1935–2014), Deutsche Rechtsgeschichte, Deutsches Privatrecht, Bürgerliches Recht, Medizinrecht
- Leferenz, Heinz (1913–2015), Kriminologie
- Lobinger, Thomas (* 1966), Bürgerliches Recht, Arbeits- und Handelsrecht
- Mager, Ute (* 1962), Öffentliches Recht
- Müller, Friedrich (* 1938), Öffentliches Recht, Rechts- und Staatsphilosophie
- Müller-Graff, Peter-Christian (* 1945), Bürgerliches Recht, Wirtschaftsrecht, Europarecht und Rechtsvergleichung
- Mußgnug, Reinhard (* 1935), Staatsrecht, Verwaltungsrecht, Verfassungsgeschichte, Finanz- und Steuerrecht
- Pfeiffer, Thomas (* 1961), Bürgerliches Recht, Internationales Privat- und Verfahrensrecht, Rechtsvergleichung
- Piekenbrock, Andreas (* 1967), Bürgerliches Recht und Insolvenzrecht
- Radbruch, Gustav (1878–1949), Strafrecht, Rechtsphilosophie
- Reimer, Ekkehart (* 1969), Öffentliches Recht, Europäisches und Internationales Steuerrecht
- Schmidt-Aßmann, Eberhard (* 1938), Deutsches und europäisches Verwaltungsrecht, Staatsrecht
- Schneider, Hans (1912–2010), Öffentliches Recht
- Schroeder, Klaus-Peter (* 1947), Deutsche Rechtsgeschichte
- Schuhr, Jan C. (* 1975), Strafrecht und Strafprozessrecht, Medizinrecht und Rechtsphilosophie
- Seibert-Fohr, Anja, Öffentliches Recht
- Steinberger, Helmut (1931–2014), Deutsches und ausländisches Öffentliches Recht, Völkerrecht und Rechtsphilosophie
- Stoffels, Markus (* 1963), Bürgerliches Recht, Arbeitsrecht und Unternehmensrecht
- Thibaut, Anton Friedrich Justus (1772–1840), Römisches Recht
- Ulmer, Peter (1933–2024), Zivilrecht
- Verse, Dirk A. (* 1971), Bürgerliches Recht, deutsches, europäisches und internationales Unternehmensrecht
- Weller, Marc-Philippe (* 1974), Bürgerliches Recht, Handelsrecht, Internationales Privatrecht und Rechtsvergleichung

### German Graduate School of Management and LawHeilbronn
- Deister, Jochen (* unbekannt), Deutsches und Internationales Wirtschaftsrecht, Informations- und Kommunikationsrecht

### Friedrich-Schiller-Universität Jena
- Alexander, Christian, Bürgerliches Recht, Wirtschaftsrecht und Medienrecht
- Alwart, Heiner (* 1951), Strafrecht und Strafprozeßrecht
- Bayer, Walter (* 1956), Bürgerliches Recht, Handels- und Gesellschaftsrecht, Privatversicherungsrecht und Internationales Privatrecht
- Beck, Kaspar Achatius (1685–1733), Römisches Recht
- Behrendt, Hans-Joachim, Strafrecht und Strafprozessrecht
- Brenner, Michael (* 1960), Deutsches und Europäisches Verfassungs- und Verwaltungsrecht
- Burke, Ciarán (* 1983), Internationales Recht
- Ebert, Udo (* 1940), Strafrecht, Strafprozessrecht und Strafrechtsgeschichte
- Eichenhofer, Eberhard (* 1950), Bürgerliches Recht und Sozialrecht
- Fischer, Christian, Bürgerliches Recht, Arbeitsrecht, Zivilprozessrecht und Rechtstheorie
- Forker, Armin (1931–2024), Kriminalistik
- Gerland, Heinrich (1874–1944), Strafrecht und Strafprozeßrecht
- Gröschner, Rolf (* 1947), Öffentliches Recht und Rechtsphilosophie
- Guyet, Karl Julius (1802–1861), Römisches und Bürgerliches Recht
- Haedrich, Martina (* 1948), Öffentliches Recht und Völkerrecht
- Harke, Jan Dirk (* 1969), Bürgerliches Recht, Römisches Recht und Europäische Rechtsgeschichte
- Jänich, Volker (* 1964), Bürgerliches Recht mit deutschem und internationalem Gewerblichen Rechtsschutz
- Jerouschek, Günter (* 1950), Strafrecht, Strafprozeßrecht und Geschichte des Strafrechts
- Klafki, Anika (* 1986), Öffentliches Recht, insbesondere transnationales Verwaltungsrecht
- Knauer, Florian (* 1975), Strafrecht, Kriminologie, Strafvollzugsrecht und Jugendstrafrecht
- Knauff, Matthias (* 1978), Öffentliches Recht, insbesondere Öffentliches Wirtschaftsrecht
- Koch, Elisabeth (* 1949), Bürgerliches Recht, Römisches Recht und Europäische Rechtsgeschichte
- Kräupl, Günther (* 1942), Kriminologie, Jugendstrafrecht und Strafvollzug
- Leisner-Egensperger, Anna (* 1970), Öffentliches Recht und Steuerrecht
- Lingelbach, Gerhard (* 1948), Bürgerliches Recht, Deutsche Staats- und Rechtsgeschichte
- Meessen, Karl (1939–2015), Öffentliches Recht, Europarecht, Völkerrecht und Internationales Wirtschaftsrecht
- Meyn, Karl-Ulrich (* 1939), Staats- und Verwaltungsrecht, Verfassungsrecht und Kommunalrecht
- Ohler, Christoph (* 1967), Öffentliches Recht, Europarecht, Völkerrecht und Internationales Wirtschaftsrecht
- Pauly, Walter (* 1960), Öffentliches Recht, Rechts- und Verfassungsgeschichte und Rechtsphilosophie
- Rosenthal, Eduard (1853–1926), Deutsche Rechtsgeschichte und Öffentliches Recht
- Rühl, Giesela (* 1974), Bürgerliches Recht, Zivilprozessrecht, Internationales Privat- und Prozessrecht, Europäisches Privatrecht und Rechtsvergleichung
- Schramm, Edward (* 1965), Strafrecht, Strafprozessrecht, Wirtschaftsstrafrecht, Internationales und Europäisches Strafrecht
- Seifert, Achim, Bürgerliches Recht, deutsches und europäisches Arbeitsrecht und Rechtsvergleichung
- Simon, Dietrich (1936–2023), Römisches und Bürgerliches Recht
- Werner, Olaf (1939–2024), Bürgerliches Recht, Zivilprozessrecht, Handels-, Gesellschafts- und Wirtschaftsrecht

### Rheinland-Pfälzische Technische Universität Kaiserslautern-Landau
- Hassemer, Michael, (* 1966), Zivilrecht, Wirtschaftsrecht und Geistiges Eigentum

### Universität Kassel
- Blocher, Walter, Bürgerliches Recht, Unternehmensrecht und Informationsrecht
- Hänlein, Andreas, Wirtschafts-, Arbeits- und Sozialrecht
- Nagel, Bernhard, Wirtschaftsrecht
- Roßnagel, Alexander, Öffentliches Recht mit dem Schwerpunkt Recht der Technik und des Umweltschutzes
- von Wangenheim, Georg, Grundlagen des Rechts, Privatrecht und Ökonomik des Zivilrechts
- Hornung, Gerrit, Öffentliches Recht, IT-Recht und Umweltrecht

### Christian-Albrechts-Universität zu Kiel
- Alexy, Robert (* 1945), Öffentliches Recht und Rechtsphilosophie (Seniorprofessor)
- Arnauld, Andreas (* 1970), Öffentliches Recht, insbesondere Völker- und Europarecht
- Augsberg, Ino (* 1976), Öffentliches Recht und Rechtsphilosophie
- Becker, Florian (* 1971), Öffentliches Recht, Europarecht
- Bock, Dennis (* 1978), Deutsches und Internationales Strafrecht, Strafprozessrecht und Wirtschaftsstrafrecht
- Brüning, Christoph (* 1967), Öffentliches Recht und Verwaltungswissenschaften
- Brüning, Janique (* 1976), Strafrecht, Strafprozessrecht, Wirtschaftsstrafrecht und Sanktionenrecht
- Delbrück, Jost (1935–2020), Deutsches und ausländisches Öffentliches Recht, Völker- und Europarecht
- Eckert, Jörn (1954–2006), Deutsche und Europäische Rechtsgeschichte, Bürgerliches Recht und Handelsrecht
- Einsele, Dorothee, Bürgerliches Recht, Handelsrecht, Europäisches und Internationales Privat- und Wirtschaftsrecht, Rechtsvergleichung
- Ewer, Wolfgang (* 1955), Honorarprofessor
- Fervers, Matthias (* 1986), Bürgerliches Recht und Zivilprozessrecht
- Frommel, Monika (1946–2025), Strafrecht und Kriminologie
- Gosch, Dietmar (* 1950), Honorarprofessor
- Graf von Kielmansegg, Sebastian (* 1972), Öffentliches Recht und Medizinrecht
- Heinrich, Manfred (* 1958), Strafrecht, Strafprozessrecht und Medienstrafrecht
- Hoyer, Andreas (* 1958), Strafrecht, Strafprozessrecht und Wirtschaftsstrafrecht
- Igl, Gerhard (* 1947), Öffentliches Recht und Sozialrecht
- Jickeli, Joachim (* 1958), Bürgerliches Recht, Handelsrecht und Wirtschaftsrecht
- Kleinlein, Thomas (* 1976), Öffentliches Recht mit Schwerpunkt Völkerrecht, Europarecht und Allgemeine Staatslehre
- Kreutz, Peter (* 1939), Bürgerliches Recht, Arbeitsrecht, Wirtschaftsrecht, Arbeits- und Gesellschaftsrecht
- Matz-Lück, Nele (* 1973), Öffentliches Recht, Völker- und Europarecht
- Meyer-Pritzl, Rudolf (1961–2024), Bürgerliches Recht, Römisches Recht, Europäische Privatrechtsgeschichte der Neuzeit und Rechtsvergleichung
- Mutius, Albert von (* 1942), Öffentliches Recht und Verwaltungswissenschaften
- Oetker, Hartmut (* 1959), Bürgerliches Recht, Arbeitsrecht und Wirtschaftsrecht
- Ostendorf, Heribert (* 1945), Honorarprofessor, Strafprozessrecht und Kriminologie
- Rapatz, Caroline (* 1983), Bürgerliches Recht, Europäisches und Internationales Privatrecht und Verfahrensrecht
- Rawert, Peter (* 1959), Honorarprofessor
- Reuter, Dieter (1940–2016), Bürgerliches Recht, Handelsrecht und Arbeitsrecht
- Schack, Haimo (* 1952), Bürgerliches Recht, internationales Privat- und Zivilprozessrecht und Urheberrecht
- Schmidt-Jortzig, Edzard (* 1941), Öffentliches Recht
- Schubert, Werner (1936–2024), Bürgerliches Recht, Zivilprozessrecht, Römisches Recht, Rechtsgeschichte der Neuzeit (emeritiert)
- Smid, Stefan (* 1956), Bürgerliches Recht und Zivilprozessrecht
- Stöber, Michael (* 1974), Bürgerliches Recht, deutsches und internationales Steuer-, Handels- und Wirtschaftsrecht sowie Zivilverfahrensrecht
- Trunk, Alexander (* 1957), Bürgerliches Recht und Osteuropäisches Recht
- von der Decken, Kerstin (* 1968), Öffentliches Recht mit Schwerpunkt Völkerrecht, Europarecht und Allgemeine Staatslehre
- Wagner, Heinz (* 1937), Strafrecht und Strafprozessrecht
- Zeuner, Mark (* 1964), Honorarprofessor

### Karlsruher Institut für Technologie
- Dreier, Thomas (* 1957), Bürgerliches Recht, Informationsrecht, Urheberrecht
- Sester, Peter (* 1967), Vertrags-, Gesellschafts-, Finanzmarkt- und Energierecht
- Spiecker genannt Döhmann, Indra (* 1970), Öffentliches Recht, Öffentliches Informations-, Datenschutz-, Telekommunikationsrecht

### Köln

#### Universität zu Köln
- Avenarius, Martin (* 1965), Bürgerliches Recht, Römisches Recht und Neuere Privatrechtsgeschichte
- Berger, Klaus Peter (* 1961), Bürgerliches Recht, Deutsches und Internationales Handels-, Wirtschafts- und Bankrecht, Internationales Privatrecht und Rechtsvergleichung
- Carstens, Karl (1914–1992), Staats- und Völkerrecht
- Dauner-Lieb, Barbara (* 1955), Bürgerliches Rechts, Handels- und Gesellschaftsrecht, Arbeitsrecht und Europäische Privatrechtsentwicklung
- Depenheuer, Otto (* 1953), Staats- und Verwaltungsrecht, Rechts- und Staatsphilosophie
- Ehricke, Ulrich (* 1964), Energierecht, Recht der Europäischen Gemeinschaften, Deutsches und internationales Insolvenzrecht
- Grunewald, Barbara (* 1951), Bürgerliches Recht, Wirtschaftsrecht
- Haferkamp, Hans-Peter (* 1966), Bürgerliches Recht, Neuere Privatrechtsgeschichte und Deutsche Rechtsgeschichte
- Hain, Karl-Eberhard (* 1960), Staats- und Verwaltungsrecht, Medienrecht und Rechtstheorie
- Hanau, Peter (* 1935), Bürgerliches Recht, Arbeits- und Sozialrecht (emeritiert)
- Hennrichs, Joachim (* 1965), Bürgerliches Recht, Bilanz- und Steuerrecht
- Henssler, Martin (* 1953), Arbeitsrecht, Gesellschaftsrecht und Anwaltsrecht
- Hirsch, Hans Joachim (1929–2011), Strafrecht (emeritiert)
- Hey, Johanna (* 1970), Steuerrecht
- Hobe, Stephan (* 1957), Staats- und Verwaltungsrecht, Europarecht, Luft- und Weltraumrecht
- Höfling, Wolfram (* 1954), Öffentliches Recht
- Norbert Horn (1936–2023), Bürgerliches Recht, deutsches und internationales Handels-, Wirtschafts- und Bankrecht, Rechtsphilosophie (emeritiert)
- Katzenmeier, Christian (* 1964), Bürgerliches Recht, Zivilprozessrecht und Medizinrecht
- Kempen, Bernhard (* 1960), Staats- und Verwaltungsrecht, Europarecht, Völkerrecht
- Kegel, Gerhard (1912–2006), internationales und ausländisches Privatrecht
- Körber, Torsten (* 1965), Bürgerliches Recht, Kartell- und Regulierungsrecht, Recht der digitalen Wirtschaft
- Kreß, Claus (* 1966), deutsches und europäisches Strafrecht, Völkerstrafrecht, Friedenssicherungs- und Konfliktsvölkerrecht
- Mansel, Heinz-Peter, Bürgerliches Recht, internationales und ausländisches Privatrecht
- Muckel, Stefan (* 1961), Staats- und Verwaltungsrecht, Kirchenrecht, Staatskirchenrecht
- Nestler, Cornelius, Strafrecht und Strafprozessrecht
- Nußberger, Angelika, Staats- und Verwaltungsrecht, Ostrecht, Völkerrecht
- Peifer, Karl-Nikolaus, Bürgerliches Recht, Urheberrecht, Gewerblicher Rechtsschutz, Neue Medien und Wirtschaftsrecht
- Preis, Ulrich (1956–2025), Bürgerliches Recht, Arbeits- und Sozialrecht
- Prütting, Hanns (* 1948), Bürgerliches Recht, Zivilprozeßrecht und Arbeitsrecht
- Rolfs, Christian (* 1966), Bürgerliches Recht, Privatversicherungsrecht, Arbeits- und Sozialrecht
- Sachs, Michael (1951–2022), Staats- und Verwaltungsrecht, Wissenschaftsrecht
- Schmitt-Kammler, Arnulf, Staats- und Verwaltungsrecht (emeritiert)
- Schöbener, Burkhard (* 1961), Staats- und Verwaltungsrecht, Europarecht, Völkerrecht
- Seier, Jürgen (1947–2016), Strafrecht und Strafprozessrecht (emeritiert)
- Steinbeck, Anja (* 1966), Bürgerliches Recht, Handels- und Gesellschaftsrecht, Gewerblicher Rechtsschutz
- Stern, Klaus (1932–2023), Öffentliches Recht (emeritiert)
- Von Coelln, Christian (* 1967), Staats- und Verwaltungsrecht, Wissenschaftsrecht
- Von Danwitz, Thomas (* 1962), Staats- und Verwaltungsrecht, Europarecht
- Walter, Michael (1944–2014), Strafrecht, Kriminologie (emeritiert)
- Waßmer, Martin Paul (* 1966), Strafrecht und Strafprozessrecht, Wirtschafts-, Steuer-, Medizin- und Ausländerstrafrecht
- Weigend, Thomas (* 1949), Strafrecht (emeritiert)
- Wielsch, Dan (* 1970), Bürgerliches Recht, Rechtstheorie

#### Deutsche Sporthochschule Köln
- Nolte, Martin (* 1967), Sportrecht

### Universität Konstanz
- Armgardt, Matthias (* 1968), Bürgerliches Recht, Antike Rechtsgeschichte, Römisches Recht und Neuere Privatrechtsgeschichte
- Boecken, Winfried (* 1955), Bürgerliches Recht, Arbeitsrecht und Recht der Sozialen Sicherheit
- Brohm, Winfried (1932–2012), Richter am VGH BW a. D., Staatsrecht, Verwaltungsrecht, Wirtschafts- und Planungsrecht, Verwaltungswissenschaft (emeritiert)
- Damrau, Jürgen (* 1937), Richter am Landgericht a. D., Bürgerliches Recht, Zivilprozeßrecht, Handels- und Gesellschaftsrecht, Internationales Privatrecht, Neuere Deutsche Privatrechtsgeschichte (emeritiert)
- Ebenroth, Carsten Thomas (1943–2013), Bürgerliches Recht, Handelsrecht und Wirtschaftsrecht, Internationales Privatrecht und Rechtsvergleichung (emeritiert)
- Eisele, Jörg, Europäisches Straf- und Strafprozessrecht, Rechtsinformatik und Außergerichtliche Konfliktbeilegung
- Fehrenbacher, Oliver (* 1968), Bürgerliches Recht, Personen- und Unternehmenssteuerrecht
- Fezer, Karl-Heinz (* 1946), Bürgerliches Recht, Recht der Wirtschaftsordnung und Recht der internationalen Wirtschaftsbeziehungen
- Glöckner, Jochen, Bürgerliches Recht, Handels- und Gesellschaftsrecht, Wirtschaftsrecht und Rechtsvergleichung
- Hailbronner, Kay, Öffentliches Recht, Europarecht und Völkerrecht (emeritiert)
- Hausmann, Rainer, Bürgerliches Recht, Internationales Privat- und Verfahrensrecht, Rechtsvergleichung (emeritiert)
- Heinz, Wolfgang (* 1942), Kriminologie und Strafrecht (emeritiert)
- Ibler, Martin (* 1955), Öffentliches Recht, insbes. Verwaltungsrecht
- Koch, Jens (* 1971), Bürgerliches Recht, Deutsches und Europäisches Handels-, Gesellschafts- und Wirtschaftsrecht
- Leibinger, Rudolf (emeritiert)
- Lorenz, Dieter (* 1938), Richter am Verwaltungsgerichtshof BW a. D.; Staatsrecht, Verwaltungsrecht, Allgemeine Rechtslehre (emeritiert)
- Maurer, Hartmut (1931–2024), Staatsrecht, Verwaltungsrecht und Kirchenrecht(emeritiert)
- Rengier, Rudolf (* 1948), Strafrecht und Nebengebiete
- Röhl, Hans Christian (* 1964), Staats- und Verwaltungsrecht, Europarecht und Rechtsvergleichung
- Rüthers, Bernd (1930–2023), Arbeitsrecht, Rechtsphilosophie, Juristische Methodenlehre, neuere Rechtsgeschichte
- Schönberger, Christoph (* 1966), Öffentliches Recht, Europarecht, Vergleichende Staatslehre und Verfassungsgeschichte
- Stadler, Astrid (* 1959), Bürgerliches Recht und Zivilprozeßrecht, Rechtsvergleichung, Internationales Privatrecht
- Stein, Ekkehart (1932–2008), Öffentliches Recht, Staatsrecht
- Strätz, Hans Wolfgang (* 1939), Deutsche Rechtsgeschichte, Kirchenrecht und Bürgerliches Recht (emeritiert)
- Theile, Hans (* 1971), Kriminologie, Strafrecht, Strafprozess- und Wirtschaftsstrafrecht
- Thym, Daniel (* 1973), Öffentliches Recht, Europarecht und Völkerrecht
- Wilhelmi, Rüdiger (* 1968), Bürgerliches Recht, Handels-, Gesellschafts- und Wirtschaftsrecht sowie Rechtsvergleichung
- Wörner, Liane (* 1975), Strafrecht, Strafprozessrecht, Strafrechtsvergleichung, Medizinstrafrecht und Rechtstheorie

### Universität Leipzig
- Becker-Eberhard, Ekkehard (* 1952), Bürgerliches Recht und Zivilprozessrecht
- Berger, Christian (* 1960), Bürgerliches Recht, Zivilprozessrecht und Urheberrecht
- Boemke, Burkhard (* 1961), Bürgerliches Recht, Arbeits- und Sozialrecht
- Degenhart, Christoph (* 1949), Staats- und Verwaltungsrecht, Umwelt-, Wirtschafts- und Planungsrecht
- Drygala, Tim (* 1963), Bürgerliches Recht, Handels-, Gesellschafts- und Wirtschaftsrecht
- Enders, Christoph (* 1957), Öffentliches Recht mit Schwerpunkt Umweltrecht
- Goerlich, Helmut (* 1943), Staats- und Verwaltungsrecht, Verfassungsgeschichte und Staatskirchenrecht
- Häuser, Franz (* 1945), Bürgerliches Recht, Bank- und Börsenrecht, Arbeitsrecht
- Kahlo, Michael (* 1950), Strafrecht, Strafprozessrecht und Rechtsphilosophie
- Klesczewski, Diethelm (* 1960), Strafrecht, Strafprozessrecht und europäisches Strafrecht
- Kern, Bernd-Rüdiger (* 1949), Bürgerliches Recht, Rechtsgeschichte und Arztrecht
- Köck, Wolfgang (* 1958), Umweltrecht
- Meyer, Justus (* 1963), Bürgerliches Recht, Handels- und Wirtschaftsrecht, Europäisches Privatrecht und Rechtsvergleichung
- Rauscher, Thomas (* 1955), Internationales Privatrecht, Rechtsvergleichung sowie Bürgerliches Recht
- Rozek, Jochen (1960–2024), Staats- und Verwaltungsrecht, Verfassungsgeschichte und Staatskirchenrecht
- Schneider, Hendrik (* 1966), Strafrecht, Strafprozessrecht, Kriminologie, Jugendstrafrecht und Strafvollzugsrecht
- Stadie, Holger (* 1945), Steuerrecht und Öffentliches Recht
- Welter, Reinhard (1950–2021), Bürgerliches Recht, Deutsches und Internationales Wirtschaftsrecht

### Leuphana Universität Lüneburg
- Thomas Schomerus, Öffentliches Recht
- Jörg Philipp Terhechte (1975–2024), Öffentliches Recht, Europäisches und Internationales Recht, sowie Regulierungs- und Kartellrecht
- Tim W. Dornis, Bürgerliches Recht, Internationales Privat- und Wirtschaftsrecht sowie Rechtsvergleichung
- Axel Halfmeier, Bürgerliches Recht, Rechtsvergleichung sowie Internationales Privat- und Verfahrensrecht
- Bernhard Hohlbein, Bürgerliches Recht, Handelsrecht, Versicherungsrecht
- Michael Preißer, Wirtschaftsprivatrecht und Steuerrecht, insb. Recht der Unternehmensbesteuerung
- Alexander Schall, Deutsches, Europäisches und Internationales Privat- und Unternehmensrecht, Rechtsvergleichung
- Ralf Schottke, Baurecht
- Jens M. Schubert, Arbeitsrecht und Europäisches Recht
- Lesley Jane Smith, Deutsches und internationales Wirtschaftsprivatrecht sowie Rechtsvergleichung
- Volker Stief, Bürgerliches Recht, Arbeitsrecht, Grundlagen des Rechts
- Eduard Zenz, Bürgerliches Recht, Handelsrecht und Bankrecht
- Alexander Barth, Steuerrecht / Betriebliche Steuerlehre
- Claus Herfort, Internationales Steuerrecht, insb. Außensteuerrecht
- Joachim Sanden, European Environmental Law
- Peter Bringewat, Strafrecht, Strafprozessrecht und Wirtschaftsstrafrecht

### Hochschule für öffentliche Verwaltung und Finanzen Ludwigsburg
- Pautsch, Arne (* 1974), Öffentliches Recht und Kommunalwissenschaften
- Sander, Gerald G. (* 1966), Staats- und Verwaltungsrecht, Europarecht

### Otto-von-Guericke-Universität Magdeburg
- Ulrich Burgard (* 1962), Bürgerliches Recht, Handels- und Wirtschaftsrecht, Law and Economics

### Johannes Gutenberg-Universität Mainz
- Bock, Michael (1950–2021), Kriminologie, Jugendstrafrecht, Strafvollzug und Strafrecht
- Böhm, Alexander (1929–2006), Strafrecht
- Dörr, Dieter (* 1952), Öffentliches Recht, Völker- und Europarecht und Medienrecht
- Dreher, Meinrad (* 1955), Europarecht, Bürgerliches Recht, Handels- und Wirtschaftsrecht und Rechtsvergleichung
- Droege, Michael (* 1973), Öffentliches Recht, Finanz- und Steuerrecht
- Erb, Volker (* 5. Mai 1964), Strafrecht und Strafprozeßrecht
- Fink, Udo (* 1957), Öffentliches Recht, Völker- und Europarecht und Internationales Wirtschaftsrecht
- Gröschler, Peter (* 1967), Bürgerliches Recht und Römisches Recht
- Gruber, Urs Peter (* 1970), Bürgerliches Recht und Zivilprozessrecht
- Gurlit, Elke (* 1959), Staats- und Verwaltungsrecht, Rechtsvergleichung und Europarecht
- Haas, Ulrich (* 1964), Zivilprozessrecht und Bürgerliches Recht
- Hadding, Walther (* 1934), Zivilrecht
- Hepting, Reinhard (1946–2012), Bürgerliches Recht, Internationales Privatrecht und Rechtsvergleichung
- Hergenröder, Curt Wolfgang, Bürgerliches Recht, Arbeits-, Handels- und Zivilprozessrecht
- Hettinger, Michael, Strafrecht, Strafprozessrecht, Strafrechtsgeschichte
- Huber, Peter (* 1966), Bürgerliches Recht, Internationales Privatrecht und Rechtsvergleichung
- Hufen, Friedhelm (* 1944), Öffentliches Recht und Staats- und Verwaltungsrecht
- Kaiser, Dagmar, Bürgerliches Recht, Arbeitsrecht und Handelsrecht
- Mülbert, Peter O. (* 1957), Bürgerliches Recht, Handels- und Wirtschaftsrecht und Bankrecht
- Oechsler, Jürgen (* 1963), Bürgerliches Recht, Handelsrecht, Deutsches und Europäisches Wirtschaftsrecht
- Roth, Andreas, Deutsche Rechtsgeschichte und Bürgerliches Recht
- Ruthig, Josef, Öffentliches Recht, Europarecht und Rechtsvergleichung
- Wapler, Friederike, Rechtsphilosophie und Öffentliches Recht
- Zopfs, Jan, Strafrecht und Strafprozessrecht

### Universität Mannheim
- Bitter, Georg (* 1968), Bürgerliches Recht, Bank- und Kapitalmarktrecht, Insolvenzrecht
- Brand, Oliver (* 1974), Bürgerliches Recht, Privatversicherungsrecht, Wirtschaftsrecht und Rechtsvergleichung
- Kainer, Friedemann (* 1973), Bürgerliches Recht, deutsches und europäisches Wirtschafts- und Arbeitsrecht
- Lorenz, Egon (1934–2019), Bürgerliches Recht, Internationales Privatrecht und Versicherungsrecht
- Klass, Nadine (* 1975), Geistiges Eigentum und Zivilverfahrensrecht
- Kuhlen, Lothar (* 1950), Strafrecht und Kriminologie, Wirtschafts- und Umweltstrafrecht
- Müller-Terpitz, Ralf (* 1967), Öffentliches Recht, Recht der Wirtschaftsregulierung und Medien
- Puhl, Thomas (* 1955), Öffentliches Recht, Finanz- und Steuerrecht, Öffentliches Wirtschaftsrecht und Medienrecht
- Roellecke, Gerd (1927–2011), Öffentliches Recht und Rechtsphilosophie
- Schäfer, Carsten (* 1964), Bürgerliches Recht, Handels- und Gesellschaftsrecht
- Schenke, Wolf-Rüdiger (* 1941), Öffentliches Recht
- Schneider, Anne (* 1983), Deutsches, Europäisches und Internationales Strafrecht, Strafprozessrecht und Wirtschaftsstrafrecht
- Taupitz, Jochen (* 1953), Bürgerliches Recht, Zivilprozessrecht, internationales Privatrecht und Rechtsvergleichung

### Philipps-Universität Marburg
- Backhaus, Ralph (* 1950), Bürgerliches Recht, Rechtsgeschichte
- Bock, Stefanie, Strafrecht, Strafprozessrecht, Internationales Strafrecht und Rechtsvergleichung
- Böhm, Monika (* 1960), Öffentliches Recht, Europarecht
- Budzikiewicz, Christine, Bürgerliches Recht, Internationales und Europäisches Privatrecht sowie Rechtsvergleichung
- Detterbeck, Steffen (* 1956), Öffentliches Recht
- Freund, Georg (* 1956), Strafrecht, Strafprozeßrecht und Rechtsphilosophie
- Görg, Hubert (1903–1991), Staats-, Verwaltungs-, Kirchen- und Völkerrecht
- Gounalakis, Georgios (* 1958), Bürgerliches Recht, Internationales Privatrecht, Rechtsvergleichung und Medienrecht
- Helms, Tobias (* 1968), Bürgerliches Recht, Internationales Privatrecht und Rechtsvergleichung
- Horn, Hans-Detlef (* 1960), Öffentliches Recht
- Kling, Michael, Bürgerliches Recht, Handels- und Wirtschaftsrecht, Europarecht sowie Gewerblichen Rechtsschutz
- Klöhn, Lars (* 1976), Bürgerliches Recht
- Menkhaus, Heinrich (* 1955), Japanisches Recht
- Meier, Sonja, Bürgerliches Recht und europäische Rechtsgeschichte
- Möslein, Florian, Bürgerliches Recht, Deutsches und Europäisches Wirtschaftsrecht
- Müller-Franken, Sebastian, Öffentliches Recht
- Omlor, Sebastian (* 1981), Bürgerliches Recht, Handels- und Wirtschaftsrecht, Bankrecht sowie Rechtsvergleichung
- Puschke, Jens, Strafrecht, Strafprozessrecht, Kriminologie und Medizinstrafrecht
- Rössner, Dieter (* 1945–2025), Strafrecht und Kriminologie
- Roth, Markus (* 1968), Bürgerliches Recht und Arbeitsrecht
- Gornig, Gilbert (* 1950), Öffentliches Recht, Völkerrecht und Europarecht
- Safferling, Christoph (* 1971), Strafrecht, Strafprozessrecht, Internationales Strafrecht und Völkerrecht
- Schanze, Erich (* 1942), Bürgerliches Recht
- Simon, Sven (* 1978), Völkerrecht und Europarecht
- Wertenbruch, Johannes (* 1960), Bürgerliches Recht
- Willems Constantin (* 1984), Bürgerliches Recht, Römisches Recht
- Voit, Wolfgang (* 1961), Bürgerliches Recht und Zivilverfahrensrecht

### München

#### Ludwig-Maximilians-Universität München
- Ackermann, Thomas (* 1966), Deutsches, Europäisches und Internationales Privat- und Wirtschaftsrecht
- Bürge, Alfons (* 1947), Römisches Recht und Deutsches Bürgerliches Recht
- Berber, Friedrich, Völkerrecht
- Burgi, Martin, Öffentliches Recht, Wirtschaftsverwaltungsrecht, Umwelt- und Sozialrecht
- Canaris, Claus-Wilhelm (1937–2021), Zivilrecht
- Gallwas, Hans-Ullrich (1934–2023), Öffentliches Recht
- Gsell, Beate, Bürgerliches Recht, Zivilverfahrensrecht, Europäisches Privat- und Verfahrensrecht
- Habersack, Mathias (* 1960), Bürgerliches Recht, Handels- und Gesellschaftsrecht und Wirtschaftsrecht
- Kindler, Peter, Bürgerliches Recht, Internationales Privatrecht und Rechtsvergleichung, Handels- und Wirtschaftsrecht
- Klöhn, Lars, Bürgerliches Recht und Unternehmensrecht
- Larenz, Karl (1903–1993), Zivilrecht
- Lerche, Peter (1928–2016), Öffentliches Recht
- Maunz, Theodor (1901–1993), Öffentliches Recht
- Medicus, Dieter (1929–2015), Zivilrecht
- Ohly, Ansgar, Bürgerliches Recht, Recht des Geistigen Eigentums und Wettbewerbsrecht
- Papier, Hans-Jürgen (* 1943), Öffentliches Recht
- Ries, Gerhard (* 1943), Antike Rechtsgeschichte und Bürgerliches Recht
- Scholz, Rupert (* 1937), Öffentliches Recht
- Schünemann, Bernd (* 1944), Strafrecht, Strafprozessrecht, Rechtsphilosophie und Rechtssoziologie
- Sonnenberger, Hans Jürgen (* 1933), Zivilrecht
- Veil, Rüdiger (* 1966), Bürgerliches Recht und Unternehmensrecht
- Volk, Klaus (* 1944), Strafrecht, Wirtschaftsstrafrecht und Strafprozessrecht
- Wolff, Heinrich Amadeus (* 1965), Staats- und Verwaltungsrecht

Max-Planck-Institut für Innovation und Wettbewerb
- Kur, Annette (* 1950), Immaterialgüter- und Zivilverfahrensrecht

#### Technische Universität München
- Ann, Christoph (* 1962), Wirtschaftsrecht und Geistiges Eigentum

#### Universität der Bundeswehr München
- Fassbender, Bardo (* 1963), Internationales Recht unter besonderer Berücksichtigung des internationalen Menschenrechtsschutzes
- Groh, Kathrin (* 1969), Öffentliches Recht
- Khan, Daniel-Erasmus (* 1961), Öffentliches Recht, Europarecht und Völkerrecht
- Körner, Marita, Wirtschafts- und Arbeitsrecht
- Koos, Stefan, Bürgerliches Recht, Handels- und Wirtschaftsrecht
- Rossen-Stadtfeld, Helge (* 1955), Öffentliches Recht
- Stettner, Rupert (* 1945), Öffentliches Recht

### Universität Münster
- Birk, Dieter (1946–2021), Staatsrecht, Verwaltungsrecht und Steuerrecht
- Bleckmann, Albert (1933–2004), Öffentliches Recht, Völkerrecht
- Boers, Klaus, Kriminologie, Jugendstrafrecht, Kriminalpolitik
- Brox, Hans (1920–2009), Zivilrecht
- Casper, Matthias (* 1965), Bürgerliches Recht, Gesellschafts-, Bank- und Kapitalmarktrecht
- Deiters, Mark (* 1970), Strafrecht und Strafprozessrecht
- Dörner, Heinrich (* 1948), Bürgerliches Recht, Internationales Privatrecht und Rechtsvergleichung, Rechtssoziologie
- Ehlers, Dirk (* 1945), Öffentliches Recht
- Englisch, Joachim, Steuerrecht, Öffentliches Recht, Europarecht
- Großfeld, Bernhard (1933–2024), Bürgerliches Recht, Handels- und Wirtschaftsrecht, Rechtsvergleichung und Internationales Privatrecht
- Gutmann, Thomas, Bürgerliches Recht, Rechtsphilosophie, Medizinrecht
- Heghmanns, Michael, Strafrecht, Strafprozessrecht, Strafvollzugsrecht
- Hoeren, Thomas (* 1961), Bürgerliches Recht, Wirtschaftsrecht, Zivilprozessrecht, Rechtsinformatik
- Holznagel, Bernd (* 1957), Staatsrecht, Verwaltungsrecht, Europarecht, Verwaltungswissenschaften
- Hoppe, Werner (1930–2009), Öffentliches Baurecht, Planungs- und Umweltrecht
- Jansen, Nils (* 1967), Zivilrecht, Rechtsgeschichte (Römisches Recht)
- Jarass, Hans D. (* 1945), Öffentliches Recht
- Kindl, Johann (* 1962), Bürgerliches Recht, Handels- und Gesellschaftsrecht, Zivilprozessrecht
- Klein, Friedrich (1908–1974), Völkerrecht, Staatsrecht und Verwaltungsrecht einschließlich Finanz- und Steuerrecht
- Klicka, Thomas (* 1963), Bürgerliches Recht, Zivilprozessrecht, Rechtsvergleichung
- Kollhosser, Helmut (1934–2004), Arbeits-, Sozial- und Wirtschaftsrecht
- Lundmark, Thomas (* 1949), Common Law, Vergleichende Rechtstheorie
- Mäsch, Gerald (* 1964), Bürgerliches Recht, Internationales Privatrecht, Rechtsvergleichung, Zivilprozessrecht, Europäisches Wirtschaftsrecht
- Nelles, Ursula (* 1949), Strafrecht, Strafprozessrecht und Wirtschaftsstrafrecht. Rektorin der Universität (seit 2006)
- Oebbecke, Janbernd (* 1950), Öffentliches Recht, Verwaltungslehre
- Oestmann, Peter (* 1967), Zivilrecht, Rechtsgeschichte (Germanisches und kanonisches Recht)
- Pagenkopf, Hans (1901–1983), Kommunalwissenschaft
- Peters, Karl (1904–1998), Strafrecht und Strafprozessrecht
- Pieroth, Bodo (* 1945), Öffentliches Recht
- Pohlmann, Petra (* 1961), Bürgerliches Recht, Deutsches und Europäisches Wirtschaftsrecht, Zivilverfahrensrecht
- Saenger, Ingo (* 1961), Bürgerliches Recht, Zivilprozessrecht, Handels-, Gesellschafts- und Wirtschaftsrecht
- Schelsky, Helmut (1912–1984), Rechtssoziologie und Rechtsphilosophie
- Schlüter, Wilfried, Zivilrecht
- Schneider, Hans Joachim (1928–2015), Kriminologie, Strafrecht, Rechtspsychologie
- Schulze, Reiner (* 1948), Bürgerliches Recht, Deutsche Rechtsgeschichte
- Schüren, Peter (* 1953), Bürgerliches Recht, Arbeitsrecht, Sozialrecht, Rechtsvergleichung
- Sprickmann, Anton (1749–1833), Kriminalrecht
- Stein, Ulrich (* 1954), Strafrecht
- Steinmeyer, Heinz-Dietrich (* 1949), Bürgerliches Recht, Arbeits- und Sozialrecht
- Timm, Wolfram (* 1949), Bürgerliches Recht, Handels- und Wirtschaftsrecht, Arbeitsrecht
- Weißer, Bettina, Strafrecht und Strafprozessrecht
- Wessels, Johannes (1923–2005), Strafrecht, Strafprozessrecht
- Westermann, Harry (1909–1986), Zivil- und Wirtschaftsrecht
- Wittreck, Fabian (* 1968), Öffentliches Recht, Rechtsphilosophie, Verfassungsgeschichte
- Wolff, Hans Julius (1898–1976), Öffentliches Recht
- Wolffgang, Hans-Michael (* 1953), Öffentliches Recht im Nebenfachstudium, Steuerrecht

### Universität Osnabrück
- Achenbach, Hans (* 1941), Ehemals Strafrecht und Strafprozessrecht, Wirtschafts- und Steuerstrafrecht (emeritiert)
- Ahrens, Hans-Jürgen, Bürgerliches Recht, Handels- und Wirtschaftsrecht, deutsches und internationales Zivilprozeßrecht
- Cancik, Pascale, Öffentliches Recht, Geschichte des europäischen öffentlichen Rechts und Verwaltungswissenschaften
- Devetzi, Stamatia, Öffentliches Recht und Europäisches Sozialrecht
- Dörr, Oliver (* 1964), Öffentliches Recht, Europarecht, Völkerrecht und Rechtsvergleichung
- Foerste, Ulrich, Bürgerliches Recht und Zivilprozeßrecht
- Fuchs, Andreas, Bürgerliches Recht, Handels- und Gesellschaftsrecht, deutsches, europäisches und internationales Wirtschaftsrecht, Rechtsvergleichung
- Groß, Thomas (* 1964), Öffentliches Recht, Europarecht und Rechtsvergleichung
- Gursky, Karl-Heinz, Ehemals Bürgerliches Recht, Handels- und Wirtschaftsrecht (emeritiert)
- Ipsen, Jörn (* 1944), Öffentliches Recht
- Jochum, Heike (* 1968), Finanz- und Steuerrecht
- Krack, Ralf (* 1966), Strafrecht, Wirtschaftsstrafrecht und Strafprozessrecht
- Lampert, Steffen (* 1979), Öffentliches Recht und Internationales Steuerrecht
- Mössner, Jörg Manfred, Öffentliches Recht, Steuerrecht und Rechtsinformatik (emeritiert)
- Rengeling, Hans-Werner (* 1938), Ehemals Europäisches Öffentliches Recht und Rechtsvergleichung (emeritiert)
- Schall, Hero (1942–2023), Ehemals Strafrecht und strafrechtliche Nebengebiete (emeritiert)
- Schmitz, Roland, Strafrecht und Wirtschaftsstrafrecht
- Schulte-Nölke, Hans (* 1963), Bürgerliches Recht, Europäisches Privat- und Wirtschaftsrecht, Rechtsvergleichung und Europäische Rechtsgeschichte
- Sinn, Arndt (* 1971), Deutsches und Europäisches Straf- und Strafprozessrecht, Internationales Strafrecht sowie Strafrechtsvergleichung
- von Bar, Christian (* 1952), Bürgerliches Recht, Europäisches Privatrecht, Internationales Privatrecht und Rechtsvergleichung
- Voß, Wulf Eckart (* 1945), Ehemals Rechtsgeschichte und Bürgerliches Recht (emeritiert)
- Weber, Albrecht (* 1945), Ehemals Öffentliches Recht (emeritiert)
- Zoll, Fryderyk (* 1970), polnisches Privatrecht

### Universität Passau
- Altmeppen, Holger (* 1957), Bürgerliches Recht, Handels- und Wirtschaftsrecht I
- Bayreuther, Frank, Bürgerliches Recht und Arbeitsrecht
- Bethge, Herbert (* 1939), Staats- und Verwaltungsrecht, Wirtschaftsverwaltungsrecht und Medienrecht (bis 2007)
- Beulke, Werner (* 1945), Strafrecht, Strafprozessrecht sowie Kriminologie
- Braun, Johann (1946–2023), Zivilprozessrecht, Bürgerliches Recht und Rechtsphilosophie
- Dederer, Hans-Georg (* 1967), Staats- und Verwaltungsrecht, Völkerrecht, Europäisches und Internationales Wirtschaftsrecht
- Engländer, Armin (* 1969), Strafrecht und Strafprozessrecht
- Esser, Robert (* 1970), Deutsches, Europäisches und Internationales Strafrecht und Strafprozessrecht sowie Wirtschaftsstrafrecht
- Haffke, Bernhard (* 1943), Strafrecht (bis 2008)
- Hau, Wolfgang (* 1968), Bürgerliches Recht, Zivilprozessrecht sowie Internationales Privatrecht
- Heckmann, Dirk (* 1960), Öffentliches Recht, Sicherheitsrecht und Internetrecht
- Herrmann, Christoph (* 1973), Staats- und Verwaltungsrecht, Europarecht, Europäisches und Internationales Wirtschaftsrecht
- Hornung, Gerrit (* 1976), Öffentliches Recht, Informationstechnologierecht und Rechtsinformatik
- Kopp, Ferdinand O. (1932–1995), Öffentliches Recht
- Kramer, Urs (* 1971), Öffentliches Recht
- Kuhn, Tomas (* 1971), Zivilrecht
- Manthe, Ulrich (* 1947), Bürgerliches Recht und Römisches Recht
- Müller-Terpitz, Ralf (* 1967), Staats- und Verwaltungsrecht sowie Wirtschaftverwaltungs-, Medien- und Informationsrecht
- Müßig, Ulrike (* 1968), Bürgerliches Recht sowie Deutsche und Europäische Rechtsgeschichte
- Musielak, Hans-Joachim (* 1933), Bürgerliches Recht und Zivilprozessrecht (bis 2002)
- Poelzig, Dörte (* 1978), Bürgerliches Recht, Deutsches und Internationales Wirtschaftsrecht
- Putzke, Holm (* 1973), Strafrecht
- Schweitzer, Michael (* 1943), Staats- und Verwaltungsrecht, Europarecht und Völkerrecht (bis 2008)
- Seewald, Ottfried (* 1942), Staats- und Verwaltungsrecht, insbesondere Sozialrecht (bis 2008)
- Solomon, Dennis (* 1966), Bürgerliches Recht, Internationales Privatrecht und Rechtsvergleichung
- Wernsmann, Rainer (* 1969), Staats- und Verwaltungsrecht, insbesondere Finanz- und Steuerrecht
- Wilhelm, Jan (1942–2025), Bürgerliches Recht, Handels- und Wirtschaftsrecht II (bis 2010)

### Universität Potsdam
- Andrae, Marianne, Bürgerliches Recht, Internationales Privat- und Verfahrensrecht sowie Rechtsvergleichung
- Assmann, Dorothea, Deutsches und Europäisches Zivilrecht und Zivilprozessrecht
- Bauer, Hartmut, Europäisches und Deutsches Verfassungsrecht, Verwaltungsrecht, Sozialrecht und öffentliches Wirtschaftsrecht
- Belling, Detlev W., Bürgerliches Recht, Arbeits- und Sozialrecht
- Bezzenberger, Tilman, Bürgerliches Recht, Gesellschaftsrecht und Europäisches Zivilrecht
- Bley, Jochen, Dozentur für Öffentliches Recht
- Castendyk, Oliver, Stiftungsprofessur für öffentliches und privates Medienrecht
- Fiebig, Henry, Privatrecht für Wirtschaftswissenschaftler
- Haratsch, Andreas, Öffentliches Recht, Völkerrecht und Europarecht
- Hellmann, Uwe, Strafrecht, insbesondere Wirtschaftsstrafrecht
- Jänkel, Ralph, Umweltrecht
- Klein, Eckart, Staats-, Völker- und Europarecht
- Krajewski, Markus, Juniorprofessur für Öffentliches und Europäisches Wirtschaftsrecht und Wirtschaftsvölkerrecht
- Küpper, Georg, Strafrecht und Strafprozeßrecht
- Lettl, Tobias, Bürgerliches Recht, Handels- und Wirtschaftsrecht
- Loschelder, Wolfgang
- Merle, Werner
- Mitsch, Wolfgang, Strafrecht mit Jugendstrafrecht und Kriminologie
- Musil, Andreas, Öffentliches Recht, insbesondere Verwaltungs- und Steuerrecht
- Nierhaus, Michael, Staatsrecht, Allgemeines Verwaltungsrecht und Kommunalrecht
- Petersen, Jens, Bürgerliches Recht, Deutsches und Internationales Wirtschaftsrecht
- Pohl-Zahn, Heidrun, Allgemeines Verwaltungsrecht, Bau- und Raumordnungsrecht, Verwaltungslehre
- Saar, Stefan Christoph, Bürgerliches Recht und Deutsche und Europäische Rechtsgeschichte
- Schmahl, Stefanie, Öffentliches Recht, Europarecht und Völkerrecht
- Schmidt, Thorsten Ingo, Öffentliches Recht, insbesondere Staatsrecht, Verwaltungs- und Kommunalrecht
- Schulze, Carola, Verfassungsgeschichte, Rechtsphilosophie i. V. m. Öffentlichem Recht
- Steding, Rolf
- Steinberg, Georg, Strafrecht und Strafprozessrecht
- Umbach, Dieter C.
- Zimmermann, Andreas (* 1961), Öffentliches Recht

### Universität Regensburg
- Eckhoff, Rolf (* 1958), Öffentliches Recht
- Gierhake, Katrin Strafrecht, Rechtsphilosophie
- Gottwald, Peter (* 1944), Zivilrecht
- Hartmann, Bernd J. (* 1973), Öffentliches Recht, Wirtschaftsrecht und Verwaltungswissenschaften
- Henrich, Dieter (* 1930), Zivilrecht (emeritiert)
- Kingreen, Thorsten (* 1965), Öffentliches Recht
- Koller, Ingo Zivilrecht (emeritiert)
- Kroppenberg, Inge Zivilrecht, römisches Recht
- Kühling, Jürgen (* 1971), Öffentliches Recht, Immobilienrecht, Infrastrukturrecht und Informationsrecht
- Löhnig, Martin (* 1971), Bürgerliches Recht, Europäische Rechtsgeschichte
- Manssen, Gerrit (* 1959), Öffentliches Recht
- Mayer, Claudia (* 1984), Bürgerliches Recht und Internationales Privatrecht
- Müller, Henning Ernst Strafrecht
- Richardi, Reinhard Zivilrecht (emeritiert)
- Schroeder, Friedrich-Christian Strafrecht (emeritiert)
- Schumann, Ekkehard (1931–2024), Prozessrecht und Bürgerliches Recht (emeritiert)
- Schwab, Dieter (* 1935), Zivilrecht, Deutsche Rechtsgeschichte, Kirchenrecht (emeritiert)
- Steiner, Udo (* 1939), Öffentliches Recht (emeritiert)
- Uerpmann-Wittzack, Robert (* 1966), Öffentliches Recht und Völkerrecht
- Walter, Tonio (* 1971), Strafrecht, Strafprozessrecht, Europäisches Strafrecht

### Universität Rostock
- Czybulka, Detlef (* 1944), Staats- und Verwaltungsrecht, Umweltrecht und Öffentliches Wirtschaftsrecht
- Erbguth, Wilfried (* 1949), Öffentliches Recht unter besonderer Berücksichtigung des Verwaltungsrechts
- Fahl, Christian (* 1967), Strafrecht, Strafprozessrecht und Rechtsphilosophie
- Gersdorf, Hubertus (* 1962), Kommunikationsrecht in Verbindung mit dem Öffentlichen Recht
- Glöckner, Hans Peter (* 1954), Rechtsgeschichte
- Hardtung, Bernhard (* 1961), Strafrecht, Strafprozessrecht und strafrechtliche Nebengebiete
- Hucke, Anja (* 1967), Bürgerliches Recht, Handels- und Gesellschaftsrecht, Deutsches und Europäisches Wirtschafts- und Unternehmensrecht
- Koch, Harald (* 1943), Bürgerliches Recht, Zivilprozessrecht, Rechtsvergleichung und Internationales Privatrecht
- März, Wolfgang (* 1955), Öffentliches Recht und Verfassungsgeschichte
- Plog, Jobst (* 1941), Honorarprofessor für Kommunikationsrecht
- Schütz, Hans-Joachim (* 1948), Öffentliches Recht, Europarecht, Völkerrecht und Internationale Beziehungen
- Tonner, Klaus (* 1947), Bürgerliches Recht und Europäisches Recht
- Wiedemann, Gerhard (* 1949), Honorarprofessor für Deutsches, Europäisches und Internationales Wettbewerbsrecht
- Mohrenfels, Peter Winkler von (1943–2024), Bürgerliches Recht, Arbeitsrecht, Internationales Privatrecht und Rechtsvergleichung

### Universität des SaarlandesSaarbrücken
- Aubin, Bernhard (1913–2005), Deutsches und vergleichendes Privatrecht
- Autexier, Christian (1944–2011), Französisches Öffentliches Recht
- Bauer, Johann Paul, Privatrecht
- Beckmann, Roland Michael, Bürgerliches Recht, Handels- und Wirtschaftsrecht, Arbeits- und Privatversicherungsrecht
- Brodowski, Dominik, Europäisierung, Internationalisierung und Digitalisierung des Strafrechts und des Strafverfahrensrechts
- Chiusi, Tiziana (* 1959), Zivilrecht und römisches Recht
- Fiedler, Wilfried, Öffentliches Recht
- Giegerich, Thomas (* 1959)
- Gröpl, Christoph (* 1966), Staats- und Verwaltungsrecht
- Grupp, Klaus (* 1940), Staats- und Verwaltungsrecht, Verfassungsgeschichte der Neuzeit
- Guckelberger, Annette, Öffentliches Recht
- Herberger, Maximilian (* 1946), Rechtsinformatik, Bürgerliches Recht, Rechtstheorie
- Hönn, Günther (* 1939), Bürgerliches Recht, Handels-, Wirtschafts- und Arbeitsrecht
- Jahr, Günther (1923–2007), Zivilrecht und Römisches Recht, Internationales Privatrecht und Rechtsvergleichung
- Jung, Heike, Strafrecht, Strafprozessrecht, Kriminologie und Strafrechtsvergleichung
- Kielwein, Gerhard (1922–2011), Deutsches und vergleichendes Strafrecht, Kriminologie
- Knies, Wolfgang (1934–2019), Staatsrecht und Verwaltungsrecht
- Koriath, Heinz, Strafrecht, Strafprozessrecht, Rechtsphilosophie, Rechtstheorie
- Lüke, Gerhard (1927–2014), Prozessrecht, Bürgerliches Recht, Arbeitsrecht
- Martinek, Michael (* 1950), Bürgerliches Recht, Handels- und Wirtschaftsrecht, Internationales Privatrecht und Rechtsvergleichung
- Matusche-Beckmann, Annemarie, Bürgerliches Recht, Handels- und Wirtschaftsrecht, Arbeitsrecht
- Meng, Werner (1948–2016), Öffentliches Recht, Völkerrecht und Europarecht
- Momsen, Carsten (* 1966), Strafrecht, Strafprozessrecht und Nebengebiete
- Müller, Egon (1938–2022), Strafrecht und Strafprozessrecht
- Müller-Dietz, Heinz (1931–2022), Strafrecht, Strafprozessrecht, Strafvollzug und Kriminologie
- Ranieri, Filippo (1944–2020), Europäisches Zivilrecht und Neuere europäische Rechtsvergleichung
- Ress, Georg (* 1935), Deutsches und ausländisches Öffentliches Recht und Völkerrecht
- Rixecker, Roland (* 1951), Öffentliches Recht und Privatrecht.
- Rüßmann, Helmut (* 1943), Bürgerliches Recht, Zivilprozessrecht, Rechtsphilosophie
- Stein, Torsten (1944–2024), Europarecht, Europäisches Öffentliches Recht, Völkerrecht
- Wadle, Elmar (1938–2025), Deutsche Rechtsgeschichte und Bürgerliches Recht
- Wendt, Rudolf, Staats- und Verwaltungsrecht, Wirtschafts-, Finanz- und Steuerrecht
- Weth, Stephan (* 1956), Deutsches und Europäisches Prozess- und Arbeitsrecht, Bürgerliches Recht
- Witz, Claude, Französisches Zivilrecht

### Universität Siegen
- Becker, Maximilian, Bürgerliches Recht und Immaterialgüterrecht
- Rösler, Hannes (* 1973), Bürgerliches Recht, Internationales Privatrecht und Rechtsvergleichung

### Deutsche Universität für Verwaltungswissenschaften Speyer
- Arnim, Hans Herbert von (* 1939), Öffentliches Recht, insbesondere Kommunalrecht und Haushaltsrecht, und Verfassungslehre
- Blümel, Willi (1929–2015), Öffentliches Recht, insbesondere allgemeines und besonderes Verwaltungsrecht
- Bohne, Eberhard (* 1944), Verwaltungswissenschaft, Politik und Recht im Bereich von Umwelt und Energie
- Herzog, Roman (1934–2017), Staatslehre und Politik
- Hill, Hermann (* 1951), Verwaltungswissenschaft und Öffentliches Recht
- König, Klaus (* 1934), Verwaltungswissenschaft, Regierungslehre und Öffentliches Recht
- Magiera, Siegfried, Öffentliches Recht (insbes. Völker- und Europarecht; Jean-Monnet – Europarecht)
- Martini, Mario Verwaltungswissenschaft
- Merten, Detlef (* 1937), Öffentliches Recht, insbesondere Wirtschaftsverwaltungsrecht und Sozialrecht
- Pitschas, Rainer (* 1944), Verwaltungswissenschaft, Entwicklungspolitik und Öffentliches Recht
- Quaritsch, Helmut (1930–2011), Staatsrecht und Staatslehre
- Schreckenberger, Waldemar (1929–2017), Rechtsphilosophie, Rechtspolitik und Gesetzgebungslehre
- Siedentopf, Heinrich (1938–2014), Vergleichende Verwaltungswissenschaft und Öffentliches Recht
- Sommermann, Karl-Peter (* 1956), Öffentliches Recht, Staatslehre und Rechtsvergleichung
- Stelkens, Ulrich (* 1967), Öffentliches Recht, insbesondere Recht der Mehrebenenbeziehungen und Normsetzungslehre
- Wieland, Joachim (* 1951), Öffentliches Recht, Finanz- und Steuerrecht
- Weiß, Wolfgang Öffentliches Recht, insbesondere Europarecht und Völkerrecht
- Ziekow, Jan (* 1960), Öffentliches Recht, insbesondere allgemeines und besonderes Verwaltungsrecht

### Eberhard Karls Universität Tübingen
- Assmann, Heinz-Dieter (* 1951), Bürgerliches Recht, Handels- und Wirtschaftsrecht, Rechtsvergleichung und Rechtstheorie
- Bachof, Otto (1914–2006), Öffentliches Recht
- Dürig, Günter (1920–1996), Öffentliches Recht
- Eisele, Jörg (* 1969), Deutsches und Europäisches Straf- und Strafprozessrecht, Wirtschaftsstrafrecht und Computerstrafrecht
- Finkenauer, Thomas (* 1968), Bürgerliches Recht, Römisches Recht und Privatrechtsgeschichte der Neuzeit
- Gernhuber, Joachim (1923–2018), Bürgerliches Recht, Handelsrecht, Deutsche Rechtsgeschichte
- Günther, Hans-Ludwig (* 1949), Strafrecht und Strafverfahrensrecht
- Haft, Fritjof (* 1940), Strafrecht und Strafprozessrecht, Rechtsphilosophie und Rechtsinformatik
- Heckel, Martin (* 1929), Öffentliches Recht und Kirchenrecht, Verfassungsgeschichte
- Kerner, Hans-Jürgen (* 1943), Kriminologie, Jugendstrafrecht, Strafvollzug, Strafprozeßrecht
- Kirchhof, Ferdinand (* 1950), Öffentliches Recht, Finanz- und Steuerrecht
- Klunzinger, Eugen (* 1938), Bürgerliches Recht, Handelsrecht und Steuerrecht
- Kühl, Kristian (* 1943), Strafrecht, Strafprozessrecht, Rechtsphilosophie
- Lange, Hermann (1922–2018), Zivilrecht, Rechtsgeschichte
- Lenckner, Theodor (1928–2006), Strafrecht
- Mangoldt, Hans von (* 1940), Deutsches und ausländisches öffentliches Recht und Völkerrecht
- Möschel, Wernhard (1941–2024), Bürgerliches Recht, Handels- und Wirtschaftsrecht, Europarecht und Rechtsvergleichung
- Nettesheim, Martin (* 1964), Öffentliches Recht, Europarecht und Völkerrecht
- Oppermann, Thomas (1931–2019), Staats- und Verwaltungsrecht, Völkerrecht, Europarecht, Auswärtige Politik
- Picker, Eduard (* 1940), Bürgerliches Recht, Arbeitsrecht und Privatrechtsgeschichte der Neuzeit
- Raiser, Ludwig (1904–1980), Bürgerliches Recht, Handels- und Wirtschaftsrecht
- Remmert, Barbara (* 1964), Öffentliches Recht, Verwaltungslehre, Verfassungsgeschichte und Europarecht
- Ronellenfitsch, Michael (* 1945), Öffentliches Recht
- Saliger, Frank (* 1964), Strafrecht und Strafprozessrecht
- Sartorius, Carl (1865–1945), Öffentliches Recht
- Schiemann, Gottfried (* 1943), Bürgerliches Recht, Europäische Rechtsgeschichte und Versicherungsrecht
- Schröder, Jan (* 1943), Bürgerliches Recht, Deutsche Rechtsgeschichte
- Storm, Peter-Christoph (* 1936), Umweltrecht, Direktor Umweltbundesamt
- Vitzthum, Wolfgang Graf (* 1941), Öffentliches Recht und Völkerrecht
- Vogel, Joachim (1963–2013), Strafrecht und Strafprozessrecht
- Westermann, Harm Peter (* 1938), Bürgerliches Recht, Handels- und Wirtschaftsrecht, Rechtsvergleichung
- Zöllner, Wolfgang (* 1928), Bürgerliches Recht, Handels- und Wirtschaftsrecht sowie Arbeitsrecht

### Universität Trier
- Arnold, Arnd (* 1971), Bürgerliches Recht, Wirtschaftsrecht und Steuerrecht
- Birk, Rolf (1938–2021), Bürgerliches Recht, Arbeitsrecht, Internationales Privatrecht
- Bülow, Peter (1941–2024), Bürgerliches Recht, Handelsrecht, Deutsches und Europäisches Wirtschaftsrecht mit Steuerrecht
- Burmester, Gabriele (* 1947), Steuerrecht (emeritiert)
- Dorn, Franz (* 1954), Bürgerliches Recht und Deutsche Rechtsgeschichte (emeritiert)
- Dorneck, Carina (* 1987), Strafrecht und Strafprozessrecht einschließlich europäischer und internationaler Bezüge
- Eckardt, Diederich (* 1961), Bürgerliches Recht und Zivilprozessrecht
- Ehmann, Horst (* 1935), Bürgerliches Recht und Arbeitsrecht (emeritiert)
- El-Ghazi, Mohamad (* 1982), Deutsches und Europäisches Strafrecht, Strafprozessrecht und Wirtschaftsstrafrecht
- Fischer, Carsten (* 1976), Bürgerliches Recht, Deutsche und Europäische Rechtsgeschichte
- Hebeler, Timo (* 1974), Öffentliches Recht
- Hendler, Reinhard (* 1947), Öffentliches Recht, insbesondere Umweltrecht (emeritiert)
- Hoffmann, Bernd von (1941–2011), Zivilrecht, insbesondere Internationales Privatrecht und Rechtsvergleichung
- Hofmann, Ekkehard (* 1966), Öffentliches Recht, insbesondere Umweltrecht
- Jansen, Scarlett (* 1988), Strafrecht, Strafprozessrecht und Wirtschaftsstrafrecht
- Kleinschmidt, Jens (* 1975), Zivilrecht, insbesondere Internationales Privat- und Verfahrensrecht sowie Rechtsvergleichung
- Krause, Peter (1936–2023), Staats- und Verwaltungsrecht sowie Sozialrecht
- Krey, Volker (1940–2023), Strafrecht und Strafprozessrecht einschließlich juristischer Methodenlehre
- Kühne, Hans-Heiner (* 1943), Deutsches, Europäisches und Internationales Strafrecht und Strafprozessrecht, Kriminologie (emeritiert)
- Kumkar, Lea Katharina (* 1989), Bürgerliches Recht, Wirtschaftsrecht und Rechtsfragen der Digitalisierung
- Lindacher, Walter F. (* 1937), Bürgerliches Recht, Handels- und Wirtschaftsrecht, Zivilprozessrecht und Rechtsvergleichung (emeritiert)
- Marburger, Peter (1940–2018), Bürgerliches Recht, Handels- und Wirtschaftsrecht sowie Zivilprozessrecht
- Müller, Hans-Friedrich (* 1964), Bürgerliches Recht, Handels- und Wirtschaftsrecht
- Peters, Birgit (* 1978), Öffentliches Recht, insbesondere Völkerrecht und Europarecht
- Raab, Thomas (* 1961), Bürgerliches Recht und Arbeitsrecht einschließlich Verfahrensrecht
- Raue, Benjamin (* 1982), Zivilrecht, insbesondere Recht der Informationsgesellschaft und des Geistigen Eigentums
- Reiff, Peter (* 1957), Bürgerliches Recht, Handels- und Gesellschaftsrecht, Privatversicherungsrecht (emeritiert)
- Reinhardt, Michael (* 1961), Öffentliches Recht
- Robbers, Gerhard (* 1950), Öffentliches Recht, Kirchenrecht, Staatsphilosophie und Verfassungsgeschichte (emeritiert)
- Rüfner, Thomas (* 1971), Bürgerliches Recht, Römisches Recht, Neuere Privatrechtsgeschichte sowie Deutsches und Internationales Zivilverfahrensrecht
- Schlachter, Monika (* 1957), Internationales und Europäisches Arbeitsrecht und Bürgerliches Recht (emeritiert)
- Schröder, Meinhard (* 1942), Öffentliches Recht, insbesondere ausländisches öffentliches Recht, Völkerrecht und Europarecht (emeritiert)
- Tappe, Henning (* 1975), Öffentliches Recht, deutsches und internationales Finanz- und Steuerrecht
- Ulber, Daniel (1980), Europäisches Arbeitsrecht und Bürgerliches Recht
- Ungern-Sternberg, Antje von (* 1974), Deutsches und ausländisches öffentliches Recht, Staatskirchenrecht und Völkerrecht
- Wieling, Hans Josef (1935–2018), Römisches Recht, Bürgerliches Recht, Privatrechtsgeschichte der Neuzeit

### EBS Universität für Wirtschaft und Recht,Wiesbaden
- Florstedt, Tim, Bürgerliches Recht, Handels- und Wirtschaftsrecht und Bankrecht
- Nietsch, Michael, Bürgerliches Recht, Unternehmensrecht und Kapitalmarktrecht
- Ogorek, Markus, Staats- und Verwaltungsrecht, privates und öffentliches Wirtschaftsrecht
- Weller, Matthias, Bürgerliches Recht, Zivilverfahrensrecht und Internationales Privatrecht
- Will, Martin, Staatsrecht, Verwaltungsrecht, Europarecht, Recht der neuen Technologien sowie Rechtsgeschichte

### Julius-Maximilians-Universität Würzburg
- Blumenwitz, Dieter (1939–2005), Völkerrecht und Staatsrecht
- Dreier, Horst (* 1954), Rechtsphilosophie, Staats- und Verwaltungsrecht
- Hilgendorf, Eric, Strafrecht, Strafprozeßrecht, Informationsrecht und Rechtsinformatik
- Kerwer, Christof, Bürgerliches Recht, Arbeitsrecht und Zivilprozessrecht
- Kieninger, Eva-Maria, Deutsches und Europäisches Privatrecht, Internationales Privatrecht
- Kraft, Ingo (* 1961), Honorarprofessor für Verwaltungsrecht
- Laubenthal, Klaus, Kriminologie und Strafrecht
- Pache, Eckhard, Staatsrecht, Völkerrecht, Internationales Wirtschaftsrecht, Wirtschaftsverwaltungsrecht
- Remien, Oliver, Bürgerliches Recht, Europäisches Wirtschaftsrecht, Internationales Privat- und Prozessrecht sowie Rechtsvergleichung
- Scherer, Inge, Bürgerliches Recht und Zivilprozessrecht
- Scheuing, Dieter H. (* 1941), deutsches und ausländisches öffentliches Recht, Völkerrecht und Europarecht (Jean-Monnet – Europarecht)
- Schmahl, Stefanie, Deutsches und ausländisches öffentliches Recht, Völkerrecht und Europarecht
- Schulze-Fielitz, Helmuth (* 1947), Öffentliches Recht, Umweltrecht und Verwaltungswissenschaften
- Schwarz, Günter Christian (1955–2005), Bürgerliches Recht, Wirtschaftsrecht und Prozessrecht
- Sosnitza, Olaf, Bürgerliches Recht, Handelsrecht, Gewerblichen Rechtsschutz und Urheberrecht
- Suerbaum, Joachim, Öffentliches Recht, insbesondere Verwaltungsrecht
- Teichmann, Christoph, Bürgerliches Recht, Deutsches und Europäisches Handels- und Gesellschaftsrecht
- Stefan Thönissen (* 1991), Privatrecht
- Tiedtke, Klaus, Finanz- und Wirtschaftsrecht sowie Zivilrecht
- Weber, Christoph, Bürgerliches Recht und Arbeitsrecht
- Weitzel, Jürgen, Deutsche und Europäische Rechtsgeschichte, Kirchenrecht und Bürgerliches Recht
- Wollenschläger, Michael, Öffentliches Recht, insbesondere Verwaltungsrecht, Sozialrecht
- Zieschang, Frank, Strafrecht und Strafprozessrecht

### Bergische Universität Wuppertal
- Ahrens, Claus (* 1963), Privatrecht, Wirtschaftsprivatrecht
- Bausback, Winfried (* 1965), Öffentliches Recht
- Baumann, Wolfgang, Privatrecht, Wirtschaftsprivatrecht
- Borchert, Günter (* 1946), Arbeits- und Sozialrecht (emeritiert)
- Brand, Jürgen (* 1941), Deutsche Rechtsgeschichte, Verwaltungsrecht (emeritiert)
- Häußling, Josef M. (1923–2012), Rechtsphilosophie, Jugendrecht, Rechtssoziologie (emeritiert)
- Kluckert, Sebastian (* 1974), Öffentliches Recht, Öffentliches Wirtschaftsrecht, Sozialrecht
- Losch, Bernhard (* 1942), Öffentliches Recht (Jean-Monnet-Lehrstuhl, emeritiert)
- Reinicke, Michael, Privatrecht (emeritiert)
- Schwartze, Andreas (* 1956), Privatrecht (Wechsel an die Universität Innsbruck)

### Hochschule Zittau/Görlitz
- Hahn, Erik, Sozialrecht und Gesundheitsrecht
- Kaspar, Michael Wolfgang, Zivilrecht, Wirtschaftsrecht, Arbeitsrecht

## Österreich

### Karl-Franzens-Universität Graz
- Doralt, Walter (* 1978), Zivilrecht, Unternehmensrecht, Europäisches Privatrecht
- Heinrich, Johannes (* 1968), Finanzrecht
- Ruppe, Hans Georg, Finanzrecht
- Starski, Paulina (* 1982), Öffentliches Recht

### Leopold-Franzens-Universität Innsbruck
- Augenhofer, Susanne (* 1977), Unternehmens- und Steuerrecht
- Klecatsky, Hans (emeritiert 1991)

### Wien

#### Universität Wien
- Adamovich, Ludwig, Verfassungsrecht
- Aicher, Josef, Unternehmensrecht, Wirtschaftsrecht
- Arndts, Carl Ludwig, Zivilrecht
- Benke, Nikolaus (* 1954), Römisches Recht, Rechtsvergleichung, Legal Gender Studies
- Bernatzik, Edmund, Staats- und Verwaltungsrecht
- Böhm, Peter, Zivilgerichtliches Verfahren
- Bolla-Kotek, Sibylle, Römisches Recht, vorderasiatische Rechte und bürgerliches Recht
- Brandstetter, Wolfgang, Strafrecht und Strafprozessrecht
- Brassloff, Stephan
- Brauneder, Wilhelm (* 1943), Rechtsgeschichte
- Bretfeld-Chlumczansky, Franz Joseph von
- Brockhausen, Carl, Verwaltungsrecht
- Brunnenmeister, Emil, Strafrecht und Prozessrecht
- Burgstaller, Manfred, Strafrecht und Strafprozessrecht
- Bydlinski, Franz, Zivilrecht, Methodenlehre
- Czyhlarz, Karl von, Römisches Recht
- Demelius, Heinrich, Zivilrecht und Privatrechtsgeschichte
- Doralt, Werner (* 1942), Finanzrecht
- Enzinger, Michael, Unternehmensrecht, Wirtschaftsrecht
- Ermacora, Felix, Öffentliches Recht, Menschenrechte, Völkerrecht
- Exner, Adolf, Römisches Recht und Zivilrecht
- Fenyves, Attila, Zivilrecht
- Fuchs Helmut, Strafrecht und Strafprozessrecht
- Funk, Bernd-Christian, Öffentliches Recht
- Gamauf, Richard (* 1964), Römisches Recht
- Gampl, Inge, Kirchenrecht
- Giskra, Carl, Staatswissenschaften
- Glaser, Julius Anton, Strafrecht und Prozessrecht
- Gleispach, Wenzeslaus von, Strafrecht
- Grafl, Christian, Kriminologie und Kriminalistik
- Graßberger, Roland, Kriminologie
- Gürke, Norbert, Völkerrecht
- Hafner, Gerhard, Völkerrecht, Europarecht
- Hammer, Stefan (* 1957), Staats- und Verwaltungsrecht
- Hausmaninger, Herbert, Römisches Recht und Rechtsvergleichung
- Hingenau, Otto von
- Hirschler, Klaus (* 1966), Steuerrecht
- Hofmeister, Herbert, Rechtsgeschichte
- Hoke, Rudolf, Rechtsgeschichte
- Höpfel, Frank, Strafrecht und Strafprozessrecht
- Hupka, Josef, Privatrecht
- Hussarek von Heinlein, Max, Kirchenrecht
- Hye von Glunek, Anton
- Iro, Gert, Zivilrecht
- Jabloner, Clemens, Öffentliches Recht
- Jenull, Sebastian
- Jonas, Jakob von
- Jörs, Paul, Römisches Recht
- Jud, Brigitta (* 1972), Zivilrecht
- Karner, Ernst, Bürgerliches Recht
- Kastner, Walther, Handelsrecht
- Kelsen, Hans, Staatsrecht, Völkerrecht, Rechtslehre
- Kirchmayr-Schliesselberger, Sabine (* 1967), Finanzrecht (Steuerrecht)
- Klang, Heinrich, Zivilrecht
- Klein, Franz, Zivilprozessrecht
- Knoll, August Maria, Staatswissenschaft
- Kohl, Gerald, Rechtsgeschichte
- Korinek, Karl, Öffentliches Recht
- Koziol, Helmut, Zivilrecht
- Krejci, Heinz, Unternehmensrecht, Wirtschaftsrecht
- Kreller, Hans, Rechtshistoriker
- Kriebaum, Ursula (* 1971), Völkerrecht
- Kucsko-Stadlmayer, Gabriele (* 1955), Verfassungs- und Verwaltungsrecht
- Lammasch, Heinrich, Strafrecht, Staatsrecht, Völkerrecht
- Lentze, Hans, Rechtsgeschichte
- Lewisch, Peter (* 1963), Strafrecht und Strafprozessrecht
- Lustkandl, Wenzel, Staatsrecht
- Maassen, Friedrich Bernhard Christian, Kirchenrecht
- Martini, Karl Anton von
- Mayer, Heinz (* 1946), Öffentliches Recht
- Mayr, Gunter (* 1972), Internationales Steuerrecht
- Mazal, Wolfgang (* 1959), Arbeitsrecht, Sozialrecht
- Meissel, Franz-Stefan (* 1966), Römisches Recht, Zivilrecht, (Privat-)Rechtsgeschichte
- Melichar, Erwin, Öffentliches Recht
- Memmer, Michael (* 1961), Römisches Recht, Medizinrecht, Geschichte des Medizinrechts
- Menger, Anton, Zivilprozessrecht
- Menzel, Adolf, Staatswissenschaft
- Merkl, Adolf Julius, Öffentliches Recht, Rechtstheorie
- Messner, Johannes, Staatswissenschaft
- Muzak, Gerhard, Verfassungsrecht, Verwaltungsrecht
- Neschwara, Christian, Rechtsgeschichte
- Neuhold, Hanspeter (* 1942), Völkerrecht
- Neumann, Leopold von, Völkerrecht
- Nikolaus von Kreuznach
- Nowak, Manfred (* 1950), Verfassungsrecht, Menschenrechte
- Oberhammer, Paul (* 1965), Zivilverfahrensrecht
- Ofner, Helmut (* 1961), Privatrecht und Privatrechtsvergleichung
- Ofner, Julius (1845–1924), Strafrecht, Arbeits- und Sozialrecht
- Ogris, Werner, Rechtsgeschichte
- Olechowski, Thomas (* 1973), Rechtsgeschichte
- Petschek, Georg, Zivilprozessrecht
- Phillips, Georg, Rechtsgeschichte, Kirchenrecht
- Pieler, Peter (1941–2018), Römisches Recht und antike Rechtsgeschichte
- Piska, Christian, Verfassungsrecht, Verwaltungsrecht
- Platschek, Johannes (* 1973), Römisches Recht und antike Rechtsgeschichte
- Plöchl, Willibald, Kirchenrecht
- Pöschl, Magdalena (* 1970), Staats- und Verwaltungsrecht
- Potz, Richard (* 1943), Religionsrecht
- Raschauer, Bernhard (1948–2019), Verfassungsrecht, Verwaltungsrecht
- Rebhahn, Robert (1954–2018), Arbeits- und Sozialrecht
- Rechberger, Walter (* 1945), Zivilprozessrecht
- Reidinger, Alexander, Zivilrecht
- Reindl-Krauskopf, Susanne (* 1971), Strafrecht und Strafprozessrecht
- Reinisch, August (* 1965), Völkerrecht, Internationales Wirtschaftsrecht
- Reiter-Zatloukal, Ilse, Rechts- und Verfassungsgeschichte
- Riegger, Paul Joseph von
- Rüffler, Friedrich (* 1966), Unternehmensrecht
- Schauer, Martin, Zivilrecht
- Schey von Koromla, Josef
- Schindler, Franz Martin, Kirchenrecht
- Schönbauer, Ernst
- Schrammel, Walter, Arbeitsrecht, Sozialrecht
- Schreuer, Christoph (* 1944), Völkerrecht
- Schwind, Fritz, Zivilrecht, Internationales Privatrecht
- Seidl-Hohenveldern, Ignaz, Völkerrecht
- Selb, Walter, Römisches Recht
- Siegel, Heinrich, Rechtsgeschichte
- Simon, Thomas (* 1955), Rechtsgeschichte und Zivilrecht
- Sommaruga, Franz Seraph von
- Sonnleithner, Ignaz von, Handelsrecht
- Steininger, Herbert, Strafrecht und Strafprozessrecht
- Stooss, Carl, Strafrecht
- Straube, Manfred P., Unternehmensrecht, Wirtschaftsrecht
- Tipold, Alexander, Strafrecht und Strafprozessrecht
- Tomandl, Theodor, Arbeitsrecht, Sozialrecht
- Torggler, Ulrich (* 1970), Unternehmensrecht
- Tretter, Hannes (1951–2025), Staats- und Verwaltungsrecht, Menschenrechte
- Trstenjak, Verica, Europarecht
- Unger, Joseph, Zivilrecht
- Vec, Miloš (* 1966), Rechts- und Verfassungsgeschichte
- Verdroß-Droßberg, Alfred, Völkerrecht
- Verosta, Stephan, Völkerrecht
- Walter, Robert, Öffentliches Recht
- Weiss, Friedl (* 1946), Europarecht
- Welser, Helmut, Zivilrecht
- Wendehorst, Christiane (* 1968), Bürgerliches Recht, Medizinrecht, Internationales Privatrecht
- Wenger, Leopold, Rechtsgeschichte
- Wesenberg, Gerhard, Rechtsgeschichte
- Wiederin, Ewald (* 1961), Öffentliches Recht
- Wilhelm, Georg, Zivilrecht
- Willvonseder, Reinhard (* 1942), Römisches Recht und antike Rechtsgeschichte
- Winkler, Günther (1929–2024), Verfassungsrecht, Verwaltungsrecht
- Wlassak, Moriz, Rechtsgeschichte
- Zeiller, Franz von
- Zemanek, Karl (1929–2025), Völkerrecht
- Zib, Christian, Unternehmensrecht, Wirtschaftsrecht

#### Wirtschaftsuniversität Wien
- Martin Winner, Unternehmensrecht, Arbeitsrecht
- Peter Doralt, Unternehmensrecht
- Raimund Bollenberger
- Wolfgang Brandstetter
- Christoph Grabenwarter
- Stefan Griller
- Michael Holoubek
- Arno Kahl
- Susanne Kalss
- Georg Kodek
- René Laurer
- Georg Lienbacher
- Christian Nowotny
- Ulrich Runggaldier
- Martin Spitzer
- Erich Vranes
- Andreas Wiebe
- Wolfgang Bachner
- Schuhmacher Karl
- Walter Blocher

#### Universität für angewandte Kunst Wien
- Gerald Bast, Hochschulrecht

## Schweiz

### Universität Basel
Öffentliches Recht (sowie Völkerrecht und Europarecht) und Öffentliches Prozessrecht
- Breitenmoser, Stephan, Europarecht (emeritiert)
- Braun Binder, Nadja, Öffentliches Recht
- Cavelti, Luzius, Steuerrecht
- Hafner, Felix, Öffentliches Recht und Verfassungsgeschichte (emeritiert)
- Koller, Heinrich (1941–2023), Öffentliches Recht und Öffentliches Prozessrecht
- Nadakavukaren Schefer, Krista, Wirtschaftsvölkerrecht
- Petrig, Anna, Völkerrecht und Öffentliches Recht
- Rhinow, René, Öffentliches Recht (emeritiert)
- Riva, Enrico, Öffentliches Recht (emeritiert)
- Schefer, Markus, Öffentliches Recht
- Thurnherr, Daniela, Öffentliches Recht und Öffentliches Prozessrecht
- Tobler, Christa, Europarecht
- Wildhaber, Luzius (1937–2020), Völkerrecht

Strafrecht und Strafprozessrecht
- Albrecht, Peter, Strafrecht
- Fateh-Moghadam, Bijan, Grundlagen des Rechts und Life Sciences-Recht
- Gless, Sabine, Strafrecht und Strafprozessrecht
- Pieth, Mark, Strafrecht (emeritiert)
- Ruckstuhl, Niklaus, Strafprozessrecht (emeritiert)
- Seelmann, Kurt, Strafrecht und Rechtsphilosophie (emeritiert)
- Stratenwerth, Günter (1924–2015), Strafrecht
- Teichmann, Albert (1844–1912), Strafrecht
- Wohlers, Wolfgang, Strafrecht

Privatrecht und Zivilprozessrecht
- Fankhauser, Roland, Zivilrecht und Zivilprozessrecht

- Handschin, Lukas (1959–2023), Privatrecht
- Huwiler, Bruno, Rechtsgeschichte (emeritiert)
- Jung, Peter, Privatrecht
- Kramer, Ernst A., Privatrecht und Juristische Methodenlehre (emeritiert)
- Pärli, Kurt, Soziales Privatrecht
- Schroeter, Ulrich G., Privatrecht und Rechtsvergleichung
- Schwenzer, Ingeborg, Privatrecht (emeritiert)
- Staehelin, Daniel, Privatrecht
- Stöckli, Jean-Fritz, Privatrecht (emeritiert)
- Sutter-Somm, Thomas, Zivilrecht und Zivilprozessrecht (emeritiert)
- Widmer Lüchinger, Corinne, Privatrecht, Rechtsvergleichung und internationales Privatrecht
- Zellweger-Gutknecht, Corinne, Privatrecht

### Universität Bern
Grundlagenfächer
- Sibylle Hofer
- Iole Fargnoli
- Martino Mona
- Axel Tschentscher
- Tobias Eule

Öffentliches Recht
- Markus Müller
- Alberto Achermann
- Markus Kern
- Jürg Künzli
- Andreas Lienhard
- Axel Tschentscher
- Judith Wyttenbach
- Franziska Sprecher
- Pierre Tschannen
- Walter Kälin
- Müller, Jörg Paul (* 1938), Öffentliches Recht und Rechtsphilosophie

Privatrecht und Zivilprozessrecht
- Mirjam Eggen
- Susan Emmenegger
- Sibylle Hofer
- Stephanie Hrubesch-Millauer
- Frédéric Krauskopf
- Stephan Wolf
- Florian Eichel
- Alexander R. Markus
- Adriano Marantelli
- Eugen Bucher
- Heinz Hausheer
- Thomas Koller
- Hans Peter Walter
- Wolfgang Wiegand

Strafrecht, Strafprozessrecht und Kriminologie
- Marianne Johanna Lehmkuhl
- Martino Mona
- Jonas Weber
- Christof Riedo
- Ineke Regina Pruin
- Hans Vest
- Kunz, Karl-Ludwig, Strafrecht, Kriminologie, Rechtsphilosophie, Rechtstheorie, Rechtssoziologie
- Gunther Arzt
- Günter Heine
- Guido Jenny
- Hans Schultz
- Hans Walder

Wirtschaftsrecht
- Peter V. Kunz
- Cyrill P. Rigamonti
- Thomas Jutzi
- Michael Hahn
- Peter Van den Bossche

### Universität Freiburg
- Amstutz, Marc
- Belser, Eva Maria
- Besson, Samantha
- Beyeler, Martin
- Bors, Marc
- Cardinaux, Basile
- Carigiet, Erwin (* 1955)
- Dubey, Jacques
- Epiney, Astrid
- Fiolka, Gerhard
- Fountoulakis, Christiana
- Gauch, Peter (* 1939)
- Grisel, Clémence
- Heinzmann, Michel
- Hinny, Pascal
- Hürlimann-Kaup, Bettina
- Jäggi, Peter (1909–1975), Gesellschaftsrecht
- Jungo, Alexandra
- Mabillard, Ramon (* 1972)
- Mausen, Yves
- Niggli, Marcel Alexander
- Pahud de Mortanges, René
- Perrin, Bertrand
- Pichonnaz, Pascal
- Pradervand-Kernen, Maryse
- Previtali, Adriano
- Probst, Thomas
- Progin-Theuerkauf, Sarah
- Queloz, Nicolas
- Riedo, Christof
- Riklin, Franz (1941–2022)
- Romy Romerio Gudici, Isabelle
- Stöckli, Andreas (* 1982), Öffentliches Recht, insbesondere Öffentliches Wirtschaftsrecht
- Stöckli, Hubert
- Stoffel, Walter
- Torrione, Henri
- Vuille, Joëlle
- Waldmann, Bernhard
- Werro, Franz
- Zufferey, Jean-Baptiste

### Universität Genf
- Cottier, Michelle, Privatrecht

### Universität Luzern
- Ackermann, Jürg-Beat, Strafrecht und Strafprozessrecht
- Aebi-Müller, Regina, Privatrecht und Privatrechtsvergleichung
- Becchi, Paolo, Rechts- und Staatsphilosophie
- Berti, Stephen, Zivilprozessrecht
- Bommer, Felix, Strafrecht, Strafprozessrecht und Internationales Strafrecht
- Bucher, Silvia, Sozialversicherungsrecht
- Caroni, Martina, Öffentliches Recht und Völkerrecht
- Demko, Daniela, Strafrecht und Strafprozessrecht
- Droese, Lorenzo, Zivilverfahrensrecht
- Eicker, Andreas, Strafrecht, Strafprozessrecht, Internationales Strafrecht und Kriminologie
- Eitel, Paul, Privatrecht, unter besonderer Berücksichtigung des Familien- und Erbrechts
- Fellmann, Walter, Schweizerisches und Europäisches Privatrecht
- Furrer, Andreas, Privatrecht, Rechtsvergleichung, Internationales Privatrecht und Europarecht
- Girsberger, Daniel, schweizerisches und internationales Privat-, Wirtschafts- und Verfahrensrecht sowie Privatrechtsvergleichung
- Graber, Christoph Beat, Kommunikations- und Kulturrecht, Wirtschaftsvölkerrecht und Rechtssoziologie
- Heselhaus, Sebastian, Europarecht, Völkerrecht, Öffentliches Recht und Rechtsvergleichung
- Karavas, Vagias, Rechtssoziologie
- Luminati, Michele, Rechtsgeschichte und Rechtstheorie
- Mathis, Klaus, Öffentliches Recht
- Müller, Karin, Gesellschaftsrecht
- Morawa, Alexander, Rechtsvergleichung und angloamerikanisches Recht
- Norer, Roland, Öffentliches Recht und Recht des ländlichen Raums
- Opel, Andrea, Steuerrecht
- Pfaffinger, Monika, Privatrecht mit Schwergewicht ZGB
- Richli, Paul, Öffentliches Recht, Agrarrecht und Rechtsetzungslehre
- Riemer-Kafka, Gabriela, Sozialversicherungs- und Arbeitsrecht
- Rütsche, Bernhard, öffentliches Recht und Rechtsphilosophie
- Schmid, Jörg, Privatrecht und Privatrechtsvergleichung
- Taisch, Franco, Wirtschaftsrecht

### Universität St. Gallen
- Aaken, Anne van, Law and Economics, Rechtstheorie, Völker- und Europarecht
- Fassbender, Bardo, Völkerrecht, Europarecht und Öffentliches Recht
- Gschwend, Lukas, Strafrecht, Strafprozessrecht und Kriminologie
- Killias, Martin, Strafrecht, Strafprozessrecht und Kriminologie
- Kley, Roland, Politikwissenschaft mit besonderer Berücksichtigung der Internationalen Beziehungen
- Kokott, Juliane, Völkerrecht, Internationales Wirtschaftsrecht und Europarecht
- Sester, Peter, Internationales Wirtschaftsrecht und Law and Economics

### Universität Zürich
→ Siehe Liste von Lehrstuhlinhabern an der Rechtswissenschaftlichen Fakultät der Universität Zürich

## Übriges Europa

### Belgien

#### Universität Antwerpen
- Christine Van Den Wyngaert (* 1952), Strafrecht und Strafprozessrecht

#### Universität Gent
- Albéric Rolin (1843–1937), Strafrecht und Strafprozessrecht, internationales Privatrecht
- Charles De Visscher (1884–1973), Strafrecht und Strafprozessrecht, internationales Privatrecht

#### Katholieke Universiteit Leuven
- Roger Dillemans (* 1932), Erbrecht und Sozialrecht
- Koen Geens (* 1958), Gesellschaftsrecht
- Koen Lenaerts (* 1954), Europarecht

### Italien

#### Universität Bologna
- Gratian, Kirchenrecht

#### Europäisches Hochschulinstitut
- Micklitz, Hans-W., Europäisches Wirtschaftsrecht
- Petersmann, Ernst-Ulrich, Internationales Recht und Europarecht
- Schweitzer, Heike, Wettbewerbsrecht

### Litauen

#### Kaunas

##### Vytautas-Magnus-Universität Kaunas
- Edita Gruodytė (* 1974), Strafprozessrecht
- Kiršienė, Julija (* 1962), Zivilrecht

##### Technische Universität Kaunas
- Šenavičius, Antanas, Einführung in das Recht

#### Vilnius

##### Universität Vilnius
- Andruškevičius, Arvydas (* 1954), Agrarrecht und Verwaltungsrecht
- Davulis, Tomas (* 1975), Arbeitsrecht
- Dobryninas, Aleksandras, Kriminologie
- Kūris, Egidijus, Verfassungsrecht
- Marcijonas, Antanas, Umweltrecht
- Mikelėnas, Valentinas (* 1958), Zivilrecht (insbesondere Schuldrecht), Zivilprozessrecht, Internationales Privatrecht, Familienrecht, Vergleichendes Zivilrecht, Schiedsverfahren
- Mizaras, Vytautas (* 1974), Zivilrecht, Urheberrecht
- Nekrošius, Ipolitas (* 1936), Arbeitsrecht
- Nekrošius, Vytautas (* 1970), Zivilprozessrecht, Notariat, Insolvenzrecht, römisches Recht
- Šileikis, Egidijus (* 1967), Verfassungsrecht, Kommunalrecht
- Švedas, Gintaras (* 1964), Strafrecht, Strafvollzugsrecht
- Vansevičius, Stasys (1927–2014), Litauische Rechtsgeschichte
- Žalimas, Dainius (* 1973), Völkerrecht, internationale Organisationen

Berufen zum EuGH:
- Kūris, Pranas, Völkerrecht
- Vadapalas, Vilenas, EU-Recht, Völkerrecht, Menschenrechte

##### Mykolas-Romer-UniversitätVilnius
- Ambrasienė, Dangutė (* 1953), Zivilrecht
- Ancelis, Petras (* 1950), Strafverfahrensrecht
- Arlauskas, Saulius, Rechtsphilosophie
- Ažubalytė, Rima, Strafverfahrensrecht
- Babachinaitė Genovaitė, Kriminologie, Viktimologie
- Bilevičiūtė, Eglė (* 1976), Kriminalistik
- Bakaveckas, Audrius (* 1968), Verwaltungsrecht
- Beinoravičius, Darijus (* 1974), Rechtsphilosophie und Rechtstheorie
- Birmontienė, Toma (* 1956), Verfassungsrecht
- Bitinas, Audrius (* 1975), Sozialrecht
- Bužinskas, Gintautas (* 1960), Arbeitsrecht
- Dambrauskaitė, Asta (* 1976), Zivilrecht
- Dambrauskienė, Genovaitė (1940–2024), Arbeitsrecht
- Drakšas, Romualdas (* 1971), Strafrecht
- Galinaitytė, Jūratė (* 1940), Kriminologie
- Gutauskas, Aurelijus, Strafrecht
- Jakulevičienė, Lyra (* 1974), Asylrecht
- Jarašiūnas, Egidijus, Verfassungsrecht
- Jurka, Raimundas (* 1978), Strafprozessrecht
- Justickis, Viktoras, Rechtspsychologie, Kriminologie
- Juškevičius, Jonas (1965–2019), Kirchenrecht, Biorecht
- Katuoka, Saulius, Völkerrecht, Seerecht
- Kurapka, Egidijus, Kriminalistik
- Mačernytė-Panomariovienė Ingrida (* 1971), Arbeitsrecht
- Maksimaitis, Mindaugas (* 1933), Rechtsgeschichte, Verfassungsgeschichte
- Malevski, Hendryk, Kriminalistik
- Ragulskytė-Markovienė, Rasa (* 1976), Umweltrecht
- Meilius, Kazimieras (1958–2017), Kirchenrecht
- Mesonis, Gediminas, Verfassungsrecht
- Piesliakas, Vytautas (* 1953), Strafrecht
- Pakalniškis, Vytautas, Zivilrecht
- Pranevičienė, Birutė, Verwaltungsrecht
- Pumputis, Alvydas, Polizeirecht
- Sinkevičius, Vytautas (* 1951), Verfassungsrecht, Staatsangehörigkeitsrecht
- Stauskienė, Egidija (* 1974), Zivilverfahrensrecht
- Vaišvila, Alfonsas, Rechtsphilosophie
- Vėgėlė, Ignas (* 1975), EU-Recht, Steuerrecht
- Višinskis, Vigintas (* 1962), Zivilverfahrensrecht
- Vitkevičius, Pranciškus, Zivilrecht, römisches Recht
- Žilinskas, Justinas (* 1974), Humanitäres Völkerrecht, Völkerstrafrecht, Rechtsvergleichung
- Žilys, Juozas, Verfassungsrecht

##### Technische Gediminas-Universität Vilnius
- Mitkus, Sigitas, Baurecht

#### General J. Žemaitis Militärakademie Litauen
- Čiočys, Petras Algirdas, Arbeitsrecht, Humanitäres Recht

#### Internationale Hochschule für Recht und Wirtschaft
- Kalesnykas, Raimundas, Wirtschaftsrecht
- Romualdas Stanislovaitis, Handelsrecht, Wirtschaftsrecht

### Spanien

#### Universidad de Deusto
- Felipe Gómez Isa, Völkerrecht

### Vereinigtes Königreich

#### Universität Oxford
- Brownlie, Ian, Völkerrecht
- Eidenmüller, Horst (* 1963), Handelsrecht
- Sirks, Adriaan Johan Boudewijn, Civil Law

## Andere Kontinente

### Äthiopien

#### Harar
- Abdullah al-Harari, islamisches Recht

### Chile

#### Universidad de Chile
- Thomas Vogt Geisse, Prozessrecht und Rechtsvergleichung

### Japan

#### Ryūkoku-UniversitätKyoto
- Shinichi Ishizuka, Kriminologie

#### Tokyo

##### Dokkyō-UniversitätTokyo
- Makoto Takizawa, Strafprozessrecht

##### Chūō-UniversitätTokyo
- Makoto Tadaki, Strafrecht

### USA

#### University of California, Berkeley
- Kessler, Friedrich (1901–1998), Vertragsrecht, Handelsrecht

#### Harvard University
- Lessig, Lawrence (* 1961), Verfassungsrecht, Urheberrecht

#### Columbia University, New York
- Moglen, Eben (* 1959), Recht und Rechtsgeschichte

#### Stanford University
- Schewick, Barbara von (* 1972), Rechtsinformatik